# Jardin du palais Saint-Pierre
Le jardin du palais Saint-Pierre est un jardin municipal lyonnais situé dans l'enceinte du musée des Beaux-Arts de Lyon. Il s'inscrit dans un rectangle délimité par les arcades de l'ancien cloître de l’abbaye bénédictine. De style régulier, il se compose de parterres de pelouse en demi-lunes ou rectangulaires, ponctués de végétation et de différentes sculptures. Il est situé en plein centre-ville sur la presqu'île. Comme le musée des Beaux-Arts, le jardin est ouvert tous les jours, sauf les mardis et jours fériés, de 10 h à 18 h, le vendredi de 10 h 30 à 18 h.

## Histoire

### DuXVIeauXIXesiècle: le jardin en friche
Les jardins de l'abbaye apparaissent pour la première fois dans les sources dans un plan de J.M Dureau daté des environs de 1550.  Il montre que l'abbaye occupait une surface au moins deux fois supérieure à l'espace actuellement couvert par le musée des Beaux-Arts. Un ensemble de jardins s'étendait au nord et à l'est de l'abbaye. On y distingue une succession de quatre jardins composés de deux jardins d'agrément. Ils sont constitués de berceaux de verdure et d'allées destinées à la promenade. Bien que séparés physiquement des jardins de l'abbaye, leur situation en prolongement le long des remparts et leur similitude en tout point (type de construction, disposition des carrés de culture, etc) laisse penser qu'il s'agit bien de la suite des jardins de l'abbaye. L'observation et la disposition de ces jardins, leur hiérarchisation, comparativement aux autres enclos monastiques en Europe à la même époque, peut supposer la succession suivante : les jardins d'agrément, le verger, le jardin de plantes médicinales, les potagers. Cette supposition n'est bien sûr pas concrètement vérifiable en l'état actuel des connaissances mais paraît réaliste.
Le 3 février 1659, l'abbesse Anne d'Albert de Chaulnes décide de faire adopter en chapitre solennel le plan de reconstruction de l'ensemble de l'abbaye proposé par François de Royers de La Valfrenière, architecte déjà célèbre à Avignon.  Les travaux finissent en 1687. Après ces travaux, il ne reste rien de l'ensemble de vastes jardins des siècles précédents. Un jardin est toutefois présent au sein même de l'abbaye, dans le cloître. À cette époque, il est composé de quatre galeries couvertes comprenant 48 arcades d'ordre dorique et qui supportent des terrasses. Les arcades sont fermées par de grands panneaux dont le bas est en chêne et le haut garni de vitraux enchâssés dans des plombs. Il faut descendre trois marches pour atteindre la cour. Elles sont bordées d'une grille de fer forgé posée en 1685. À l'époque, le jardin du cloître est composé de quatre grands parterres « bordés d'ifs ». Ils sont agrémentés de rangs de caisses d'orangers et de bases de faïence où poussent des plantes rares. Au centre, un miroir d'eau circulaire orne la composition. Il est flanqué de deux statues représentant la Concorde portant un rameau d'olivier et la Vertu invincible sous forme de Minerve  sculptées toutes deux par Marc Chabry. Se trouvaient semble-t-il aussi à cette époque deux statues de Saint Michel et de Saint Gabriel.
Cette conception du jardin est typique des aménagements des XVIe et XVIIe siècles et serait semblable selon une étude aux jardins en terrasse du musée Gadagne. Cette disposition du cloître semble perdurer jusqu'à la Révolution française. Le cloître est transformé en jardin potager au moment de la revente de l'abbaye comme bien national.

### Les grands travaux duXIXesiècle
C'est à cette période que le jardin du cloître, ainsi que l'ensemble des structures bâties de l'abbaye royale, ont subi les plus larges modifications, après le rachat en 1802 par la ville de Lyon. Commence alors une succession de nombreux travaux généraux de restauration et d'aménagement à l'intérieur des bâtiments et dans le cloître par les architectes municipaux Hôtelard et Gay jusqu'en 1818.  Le palais est alors consacré au commerce et aux arts en y concentrant la Bourse, le Tribunal de Commerce, le Conservatoire des Arts et métiers, le musée des Beaux-Arts et les écoles spéciales nouvellement créées (dessin, chimie, mécanique, géométrie).
En 1822, un jardin pour l'enseignement de la fleur à l'école de dessin sur place est planté dans l'ancien cloître. Ce jardin montre l'importance de telles études pour la production des soieries lyonnaises et peut-être directement associé à l'important courant de la peinture de fleurs dans l'école lyonnaise, qui ne le trouvait pas assez riche et lui préférait le jardin des plantes. En 1828, une nouvelle fontaine décorative est installée à l'emplacement du miroir d'eau disparu depuis longtemps. Elle est composée d'un bassin au-dessus duquel deux consoles antiques soutiennent un sarcophage transformé en réservoir. Deux urnes romaines le surmontent. Au-dessus d'elles, une copie d'antique d'Apollon, sculptée par J.B. Vietty, termine la composition.
Le cloître de l'abbaye, dans son aspect actuel, date de 1884. Il est l’œuvre des architectes René Dardel et Abraham Hirsch. Il abritait l'un des plus anciens musées épigraphique français, fondé en 1805 à l'initiative de François Artaud qui présentait les blocs mis au jour dans la ville et le département et qui fut transféré en 1973 au musée gallo-romain de Fourvières. Il reste toutefois une importante section archéologique dans le musée, reliée à cette volonté. Chaque arcade était à cette époque composée comme un tableau, ce qui privilégiait l'aspect esthétique et pédagogique. Le décor restant de peintures, de mosaïques, de médaillons en bronze et de moulage d'antiques lui servait d'accompagnement. À partir de 1883, le jardin est aménagé en musée de sculpture en plein air et devient typique de la IIIe République.
Entre 1832 et 1850, Dardel entreprend un grand chantier de reprise et de transformation des bâtiments, dû notamment aux conséquences des travaux organisés par Hôtelard et Gay. Il restaure le voûtement et les piliers du cloître et réalise des travaux pour la mise hors d'eau des terrasses. Il remplace aussi la barrière de fer par une balustrade de pierre avec acrotères, statues et met en place 62 vases décoratifs, dont certains subsistent aujourd'hui. En 1840, les vides entre les nouveaux balustres sont comblés par des moulages de plâtre reproduisant les bas-reliefs des Panathénées sculptées par Phidias. Ils sont remplacés moins de cinquante ans plus tard par d'autres moins sensibles aux intempéries. À partir de 1877, à la suite des travaux de démolitions intérieures réalisées sous le Premier Empire, de nombreuses fissures apparaissent sur les murs et les piliers du cloître menacent de s'effondrer. De nouveaux travaux de restauration sont confiés à l'architecte Abraham Hirsch à partir de 1878. Les portiques du cloître sont entièrement démolis et le système de voûte et de dallage des terrasses transformés. Les galeries sont reconstruites dans le respect scrupuleux de l'ancien plan.
Le terre-plein de la cour est abaissé et muni d'un système d'évacuation des eaux. C'est de cette époque que datent les peintures murales sous les arcades, qui reproduisent notamment le nom de Lyonnais célèbres, ainsi que les médaillons ornant les frontons. Les mosaïques colorées leur servant de fond sont de Charles Joseph Lameire (1832-1910).En effet, en 1879, Hirsch dispose à l'emplacement des moulages du Parthénon, sur un fond de mosaïque, des médaillons représentant les plus célèbres artistes lyonnais. Le bassin central reste en place et il est encadré de parterres de formes géométriques et symétriques, plantés d'arbres à grand développement comme le voulait la mode des jardins publics à cette époque. Des paulownias, des bouleaux, un saule pleureur ( à l'arrière de l'Apollon du bassin), des tilleuls et des chênes sont donc placés, aux angles des parterres, un peu en retrait des allées. Ces arbres donnent un sentiment de sous-bois assez dense. L'arrière des parterres est encadré par des haies basses qui ourlent de part et d'autre l'allée de ceinture du jardin. Divers arbustes ornementaux agrémentent les grands arbres. À cela s'ajoutent des sculptures et des bancs.
Parmi les sculptures, plusieurs statues d'artistes du XIXe siècle appartenant aux collections du musée sont installées dans le jardin, notamment des œuvres d'Auguste Rodin et Léon-Alexandre Delhomme.

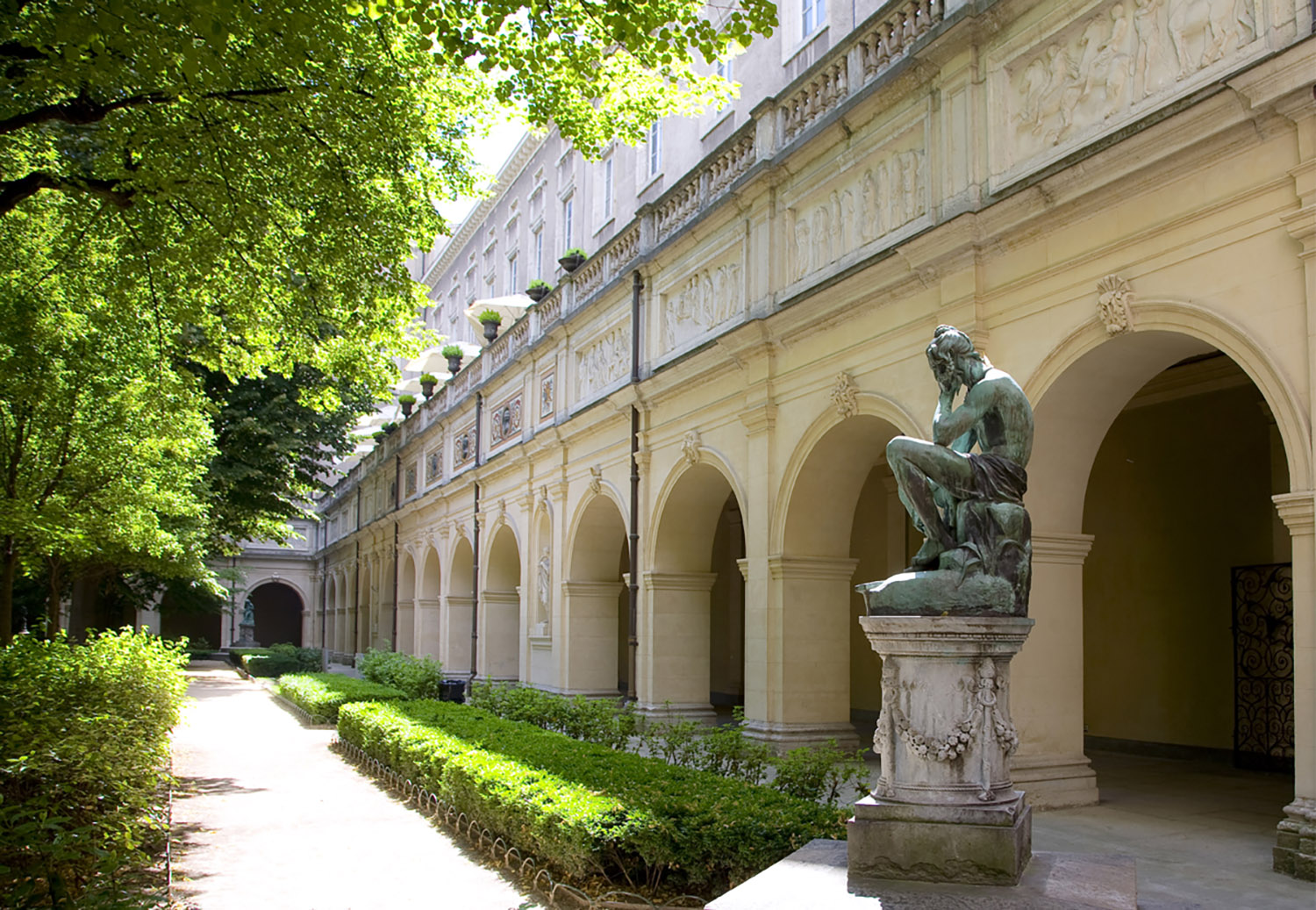
Vue de Chactas méditant sur le corps d'Atala, Francisque Duret (1835) exposée dans le jardin du palais Saint-Pierre
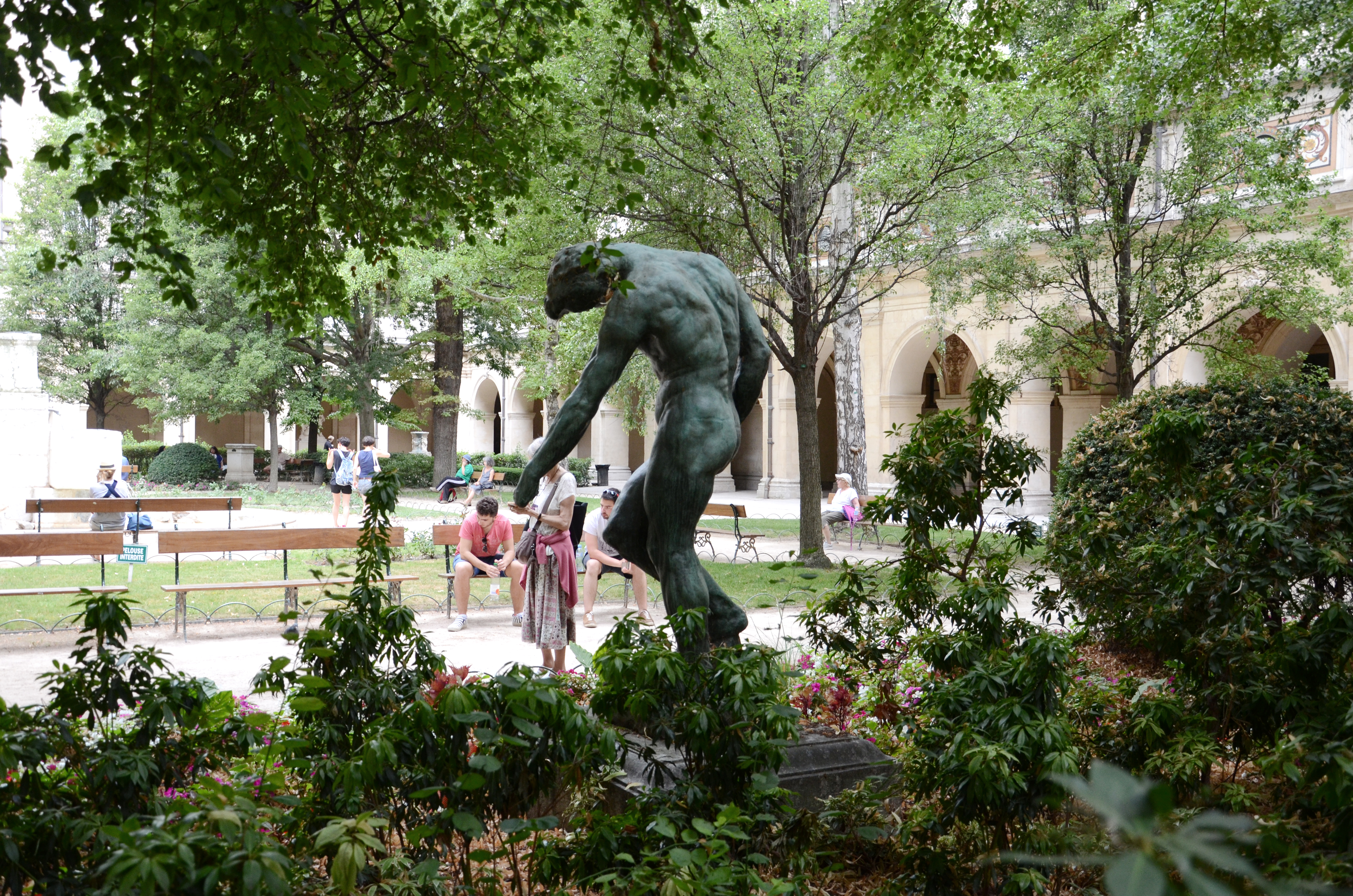
Vue de L’Ombre, Auguste Rodin (1902)
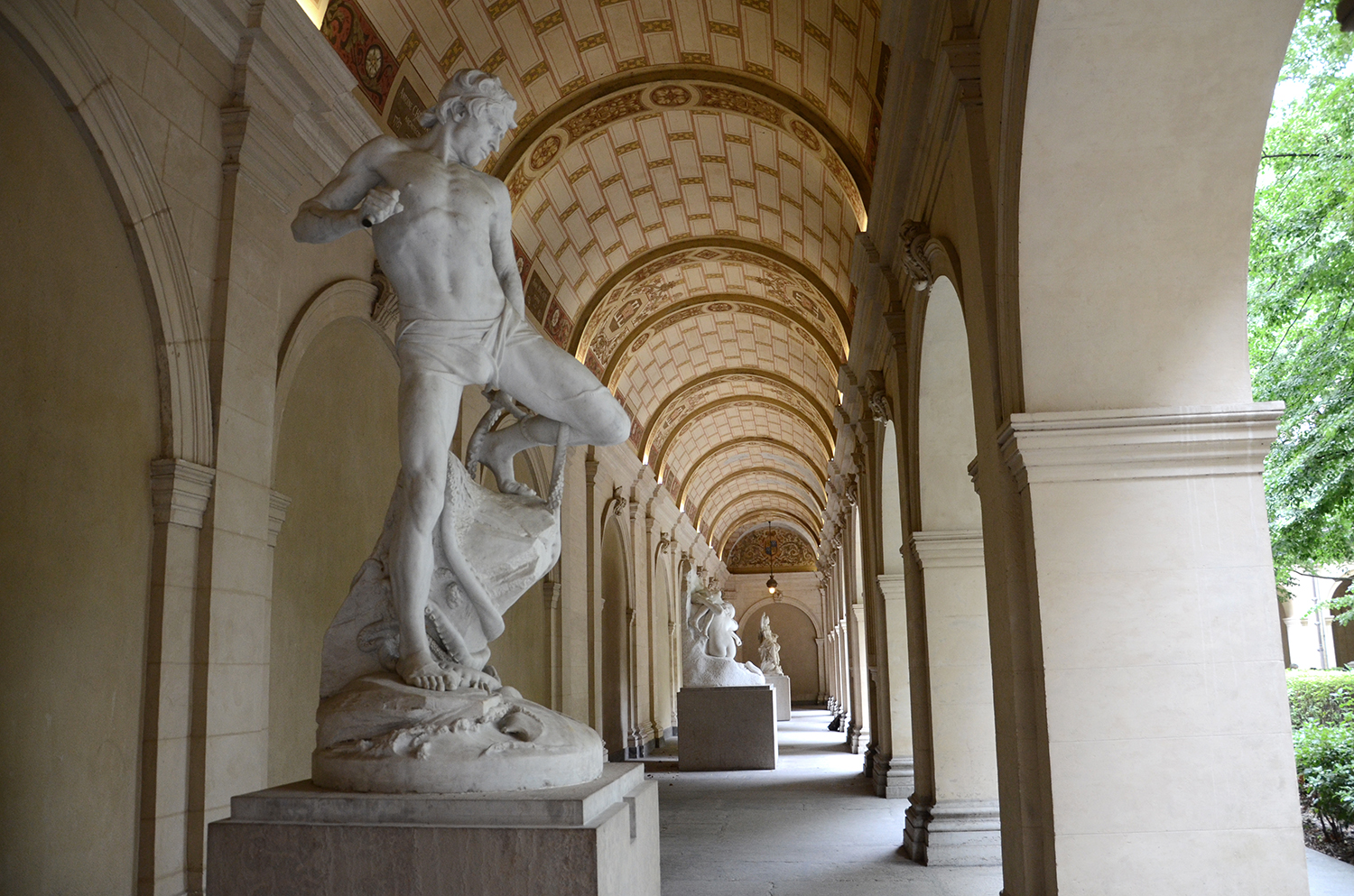
Vue de Gilliatt et la pieuvre (1880-1890), Emile Joseph Carlier, marbre gris à veines sombres, exposé dans le jardin du palais Saint-Pierre

## Œuvres exposées

### XXesiècle
Les sculptures ornant le jardin ont changé selon les époques. Avant la mise en place de la fontaine actuelle se trouvait un miroir d'eau entouré de deux sculptures : la Concorde portant un rameau d'olivier et la  Vertu invincible sous forme de Minerve  de Marc Chabry. Au début du XXe siècle, le jardin comprenait d'autres sculptures que celles présentes aujourd'hui : un monument à Gaspard André, le Discobole de Christolles, des colonnes et des chapiteaux gothiques, l'Homme qui marche de Rodin et Centauresse et Faune de Courtet. Une commande de socles de sculptures passée en 1883 concerne Démocrite méditant sur le siège de l'âme de Delhomme, Giotto enfant de Legendre-Héral, Le joueur de flûte de Delorme, une sculpture représentant un bacchant et Chactas sur la tombe d'Atala de Duret. Le 5 avril 1941, le Discobole est envoyé à la fonte sous le régime de Vichy, dans le cadre de la mobilisation des métaux non ferreux. Le Centaure de Courtet est envoyé au parc à la Tête d'Or et l'Homme qui marche est renvoyé. Le monument à Gaspard André disparaît mais son buste est gardé. En février 1942, le Service des monuments historiques réclame les chapiteaux gothiques et les stèles.

### Aujourd'hui
Les sculptures du jardin du musée sont disposées et orientées en fonction du centre du jardin où est placée la fontaine. Elle comporte une sculpture de Jean-Baptiste Vietty représentant Apollon et un sarcophage antique placé devant le piédestal qui forme un premier bassin dans lequel coule l'eau de la fontaine. L'Apollon est une copie d'antique en marbre puis remplacée par une copie en bronze en 1911. Une étude des socles des sculptures présentes dans le jardin a montré qu'ils sont en eux-mêmes des œuvres d'art. Ils sont placés avant même que les sculptures aient été choisies et résultent parfois même d'un accord entre architectes et sculpteurs. Leur iconographie est en général liée au culte de Dionysos.

#### Les sculptures
Les bronzes :
- Démocrite méditant sur le siège de l'âme de Léon-Alexandre Delhomme[16]
- Carpeaux au travail d'Antoine Bourdelle[17]. Bourdelle expose cet hommage personnel au Salon de la Société nationale des beaux-arts. L'idée de l'œuvre lui semble être venue à la suite d'une commande passée par Jacques Doucet d'un buste de Carpeaux. Cette œuvre semble être une fonte unique dont l'acquisition par le musée paraît avoir été réalisée dès 1910.
- L'Ombre d'Auguste Rodin[18].  Son socle est bas : l'espace de l’œuvre se confond avec celui du spectateur, ce qui permet une plus grande émotion et évoque un souci de réalisme. L'idée est de faire fusionner les espaces intimes de l’œuvre et du spectateur. Initialement conçue pour être placée au musée des arts décoratifs de Paris, Rodin décide de réaliser une œuvre plus grande pour Lyon. C'est le premier fondu en bronze en 1904 et ses mains sont inachevées, ce qui est volontaire[19].
- Chactas sur la tombe d'Atala de Francisque Duret[20]. Cette sculpture, inspirée du roman de Chateaubriand est exposée au Salon parisien de 1836. L’œuvre est préparée par de nombreuses esquisses, dont une est conservée dans les collections du musée. Elle propose un compromis formel entre la tradition classique et les innovations romantiques. La fonte de cet exemplaire a été réalisée par Quesnel[21].
- Faune ivre de Léon Cugnot[22]. Son socle est très décoré. La face tournée vers le jardin représente le monde marin : des dauphins face à face tiennent une coupe entre leur mâchoire, une éponge et des coquillages sont figurés. Les dauphins sont reliés par des rubans à des torches qui limitent les différentes faces du dé. La symbolique du dauphin est liée à celle des eaux et des transfigurations. Face aux arcades, deux oiseaux sont suspendus par les pattes[15].
- Giotto enfant dessinant une tête de bélier de Jean-François Legendre-Héral (ne pas confondre avec Giotto enfant par Dominique Fortuné Maggesi)[23]
- Le joueur de flûte de Jean-André Delorme[24]. Il est actuellement placé à l'ancien emplacement de l'Homme qui marche de Rodin.
- Jeune athlète[25] de Jean-Baptiste Larrivé[26].

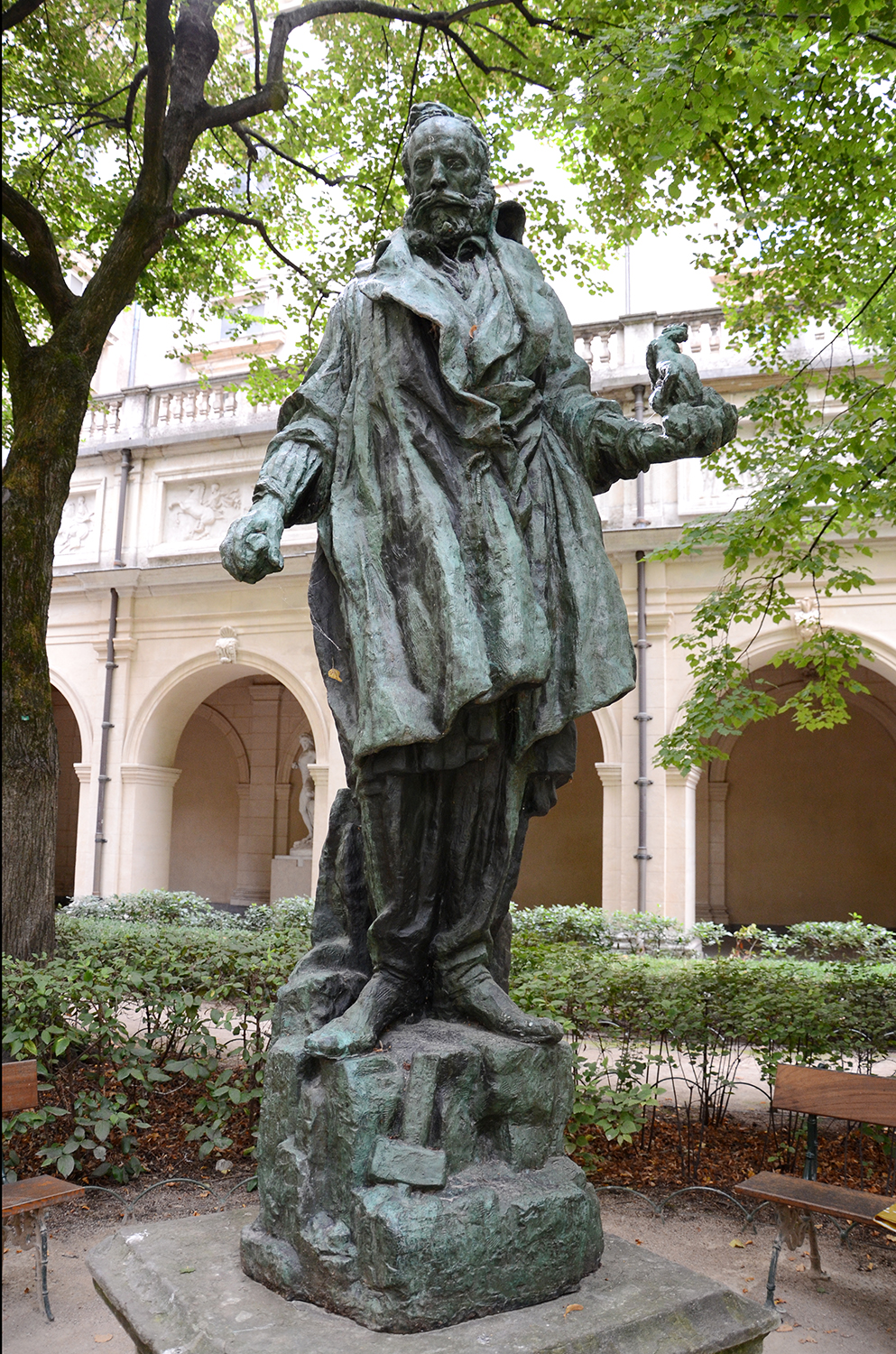
Carpeaux au travail, Antoine Bourdelle
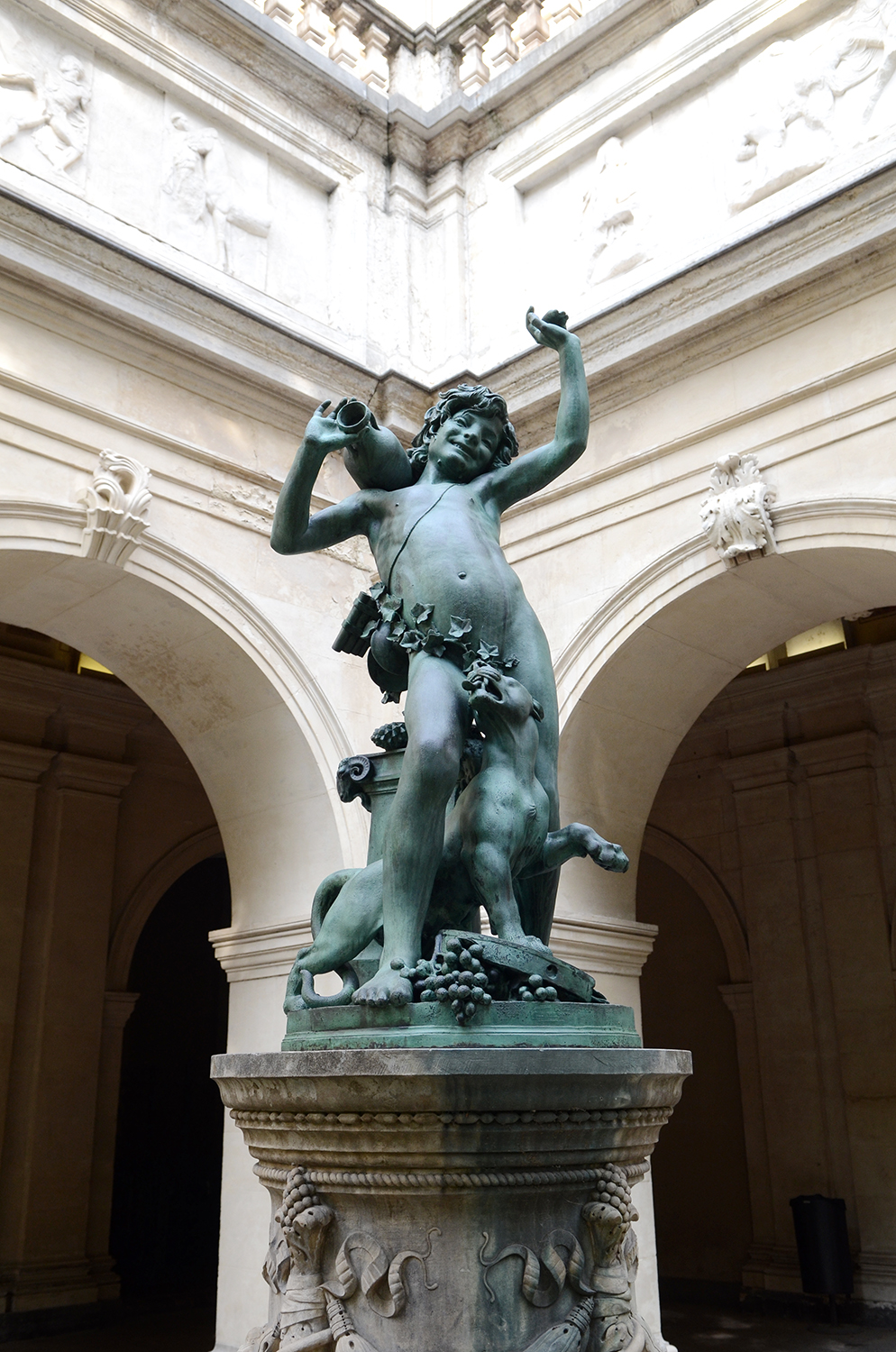
Faune ivre, Louis-Léon Cugnot
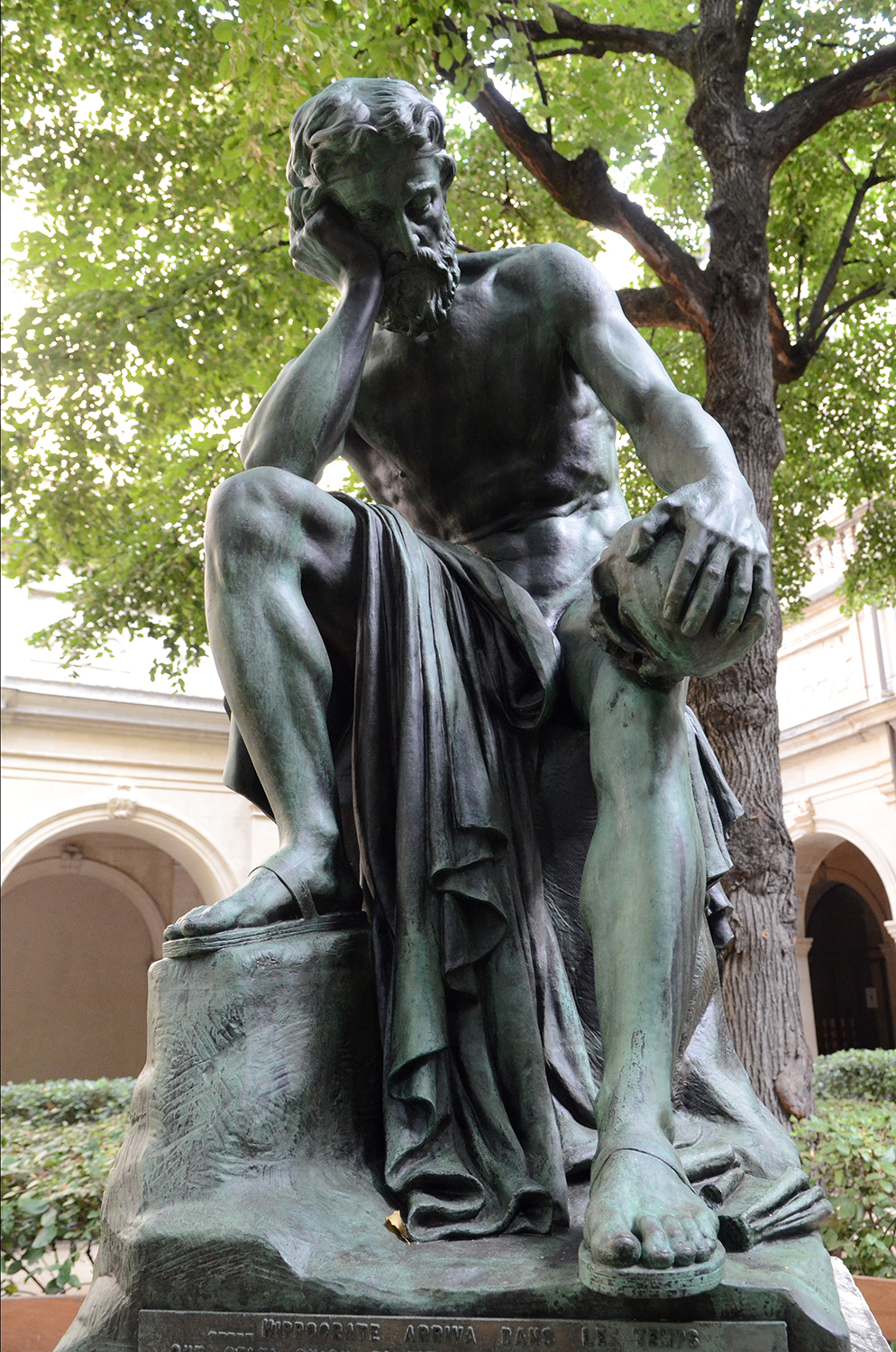
Démocrite méditant sur le siège de l'âme, Léon-Alexandre Delhomme
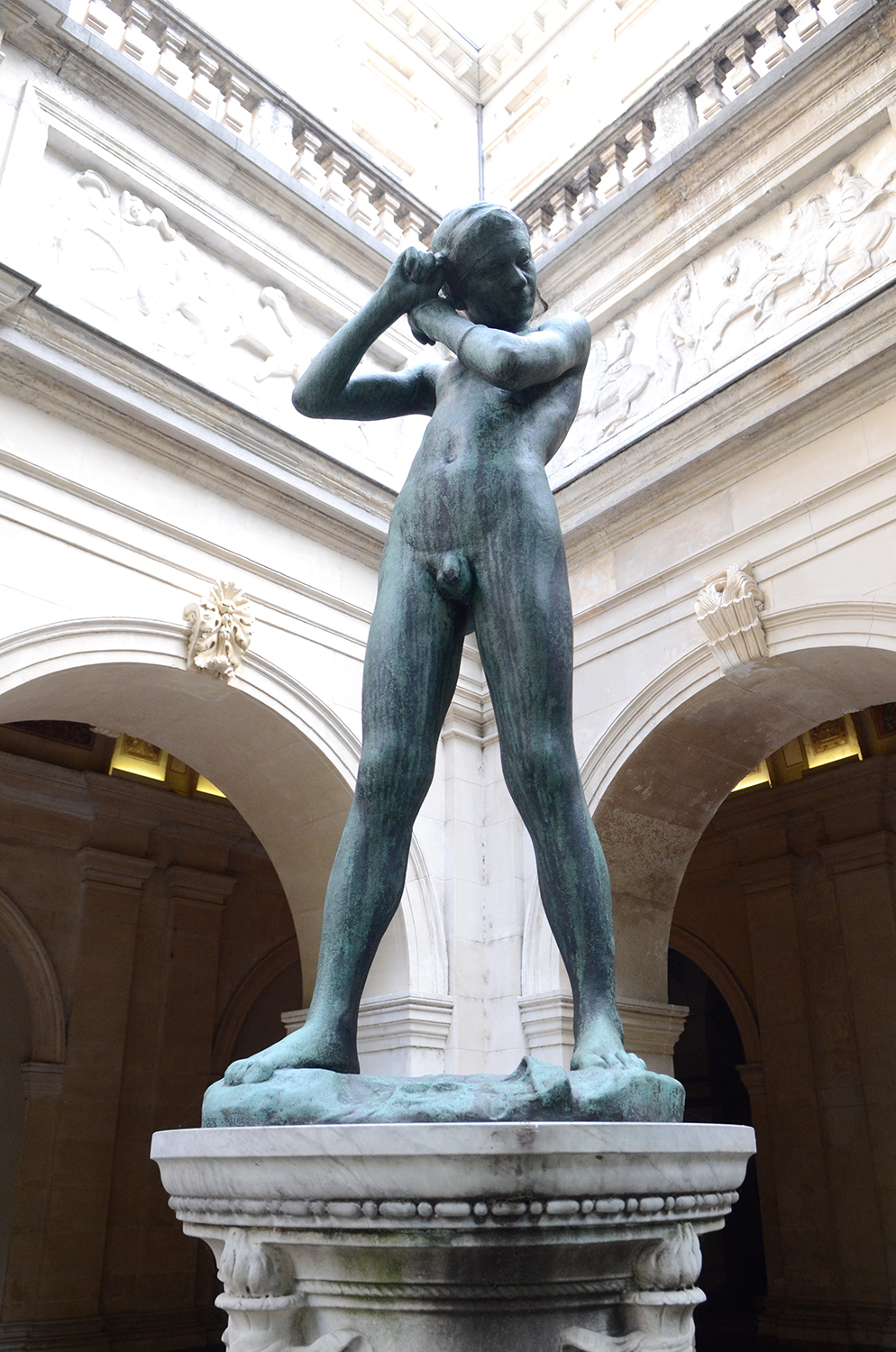
Jeune athlète, Jean-Baptiste Larrivé
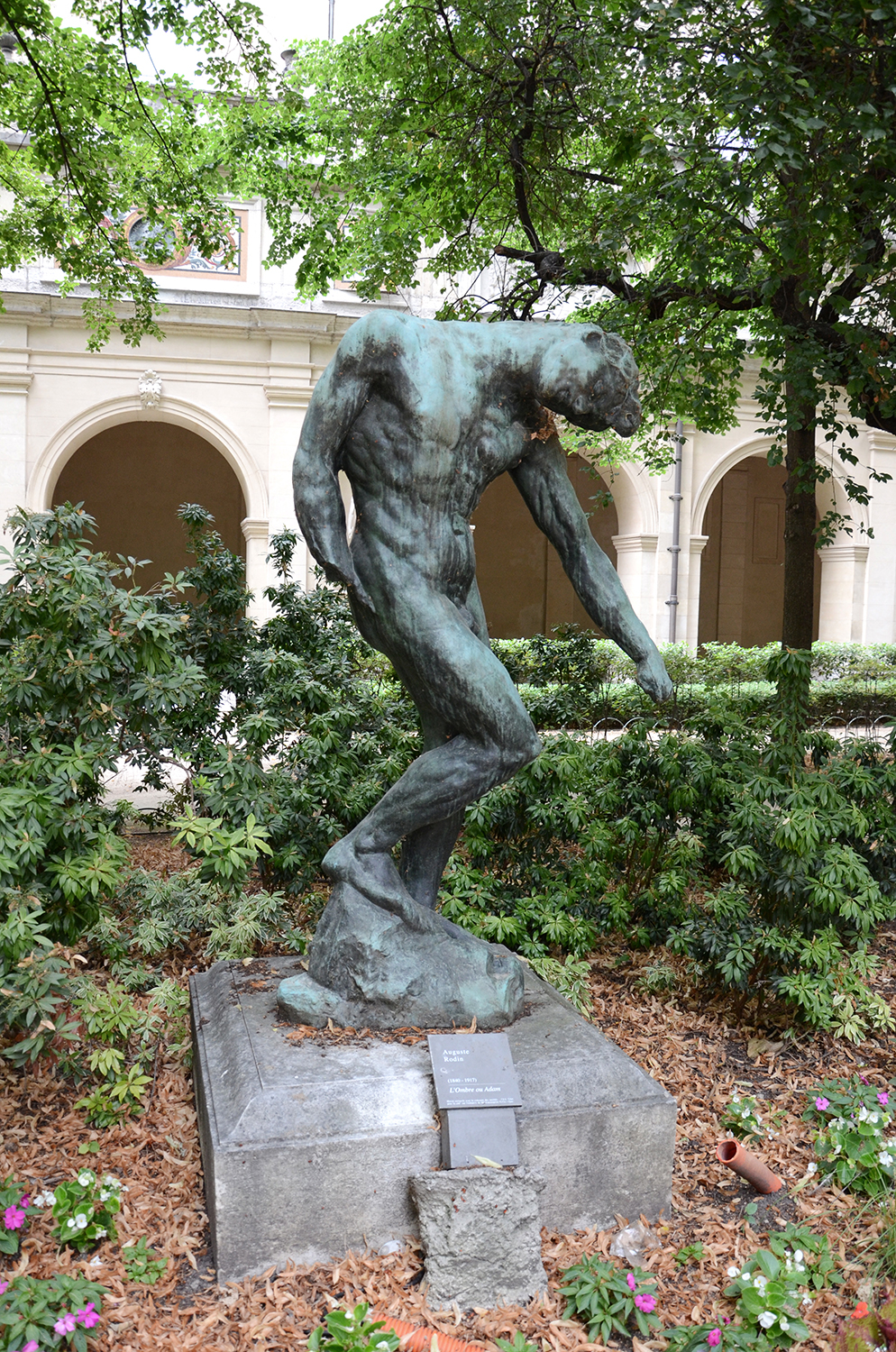
L’Ombre, Auguste Rodin
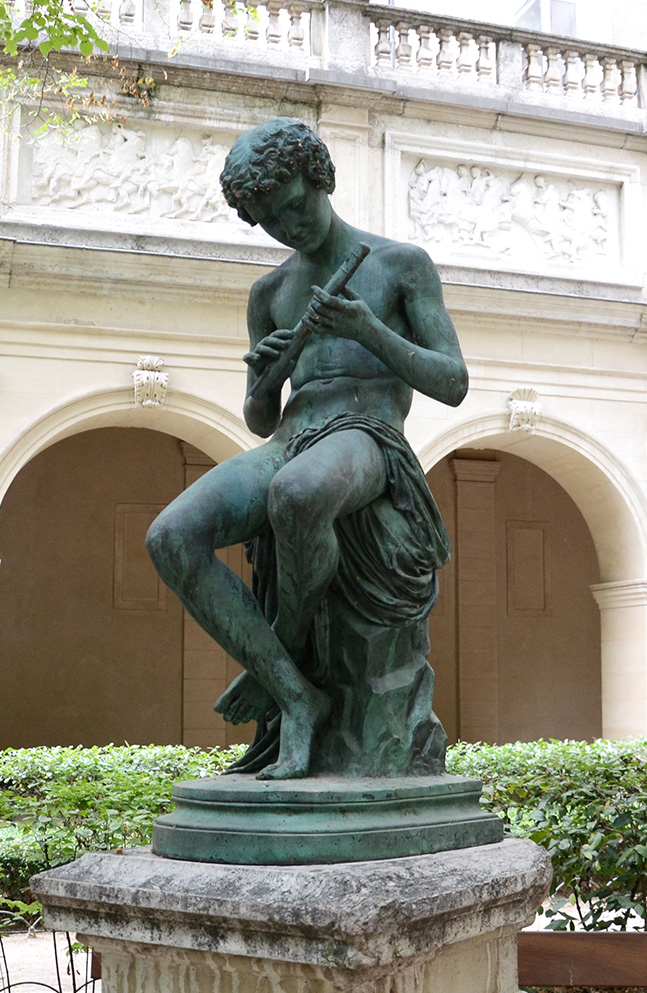
Le joueur de flûte, Jean-André Delorme
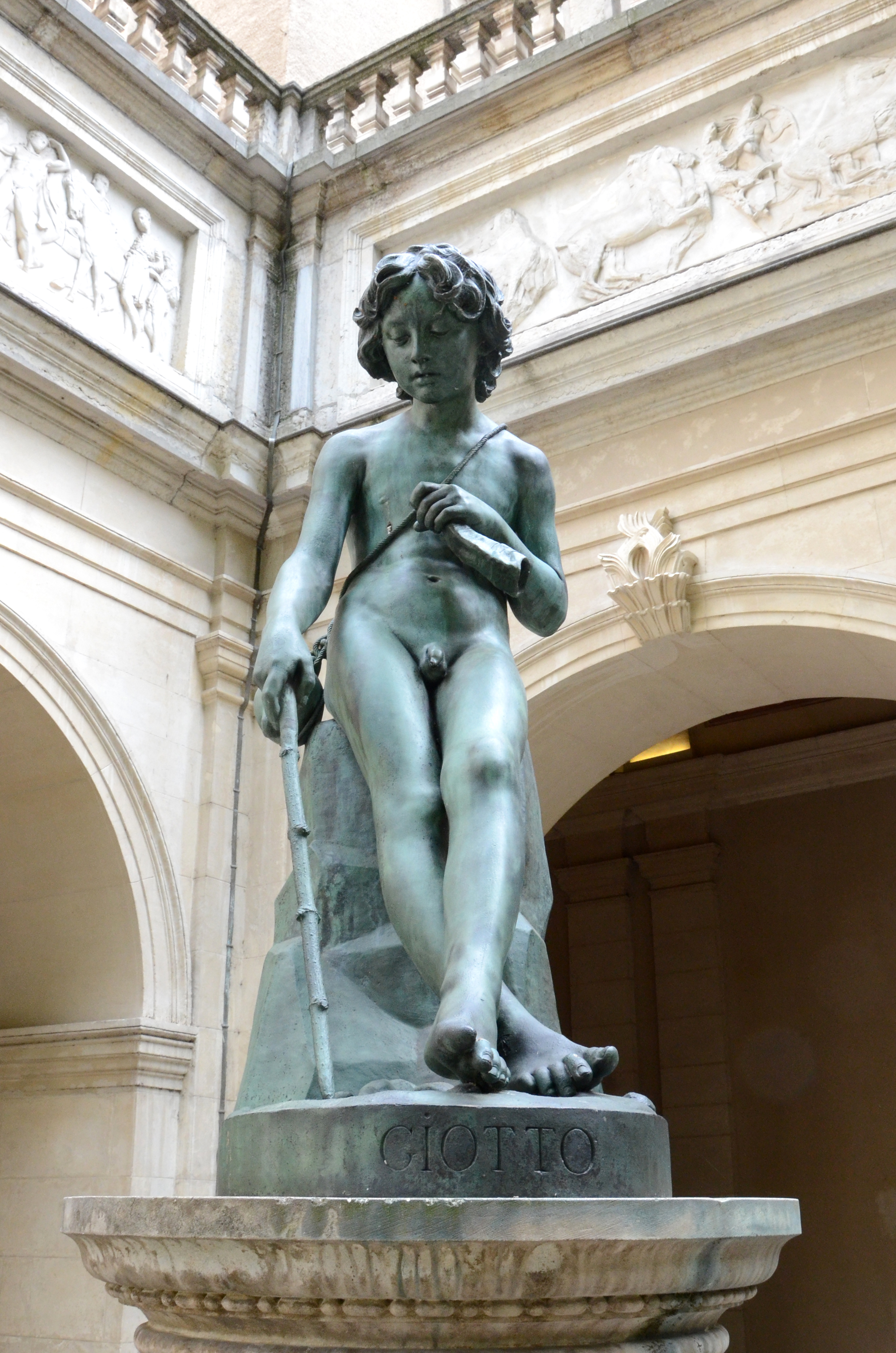
Giotto enfant dessinant une tête de bélier, Jean-François Legendre-Héral
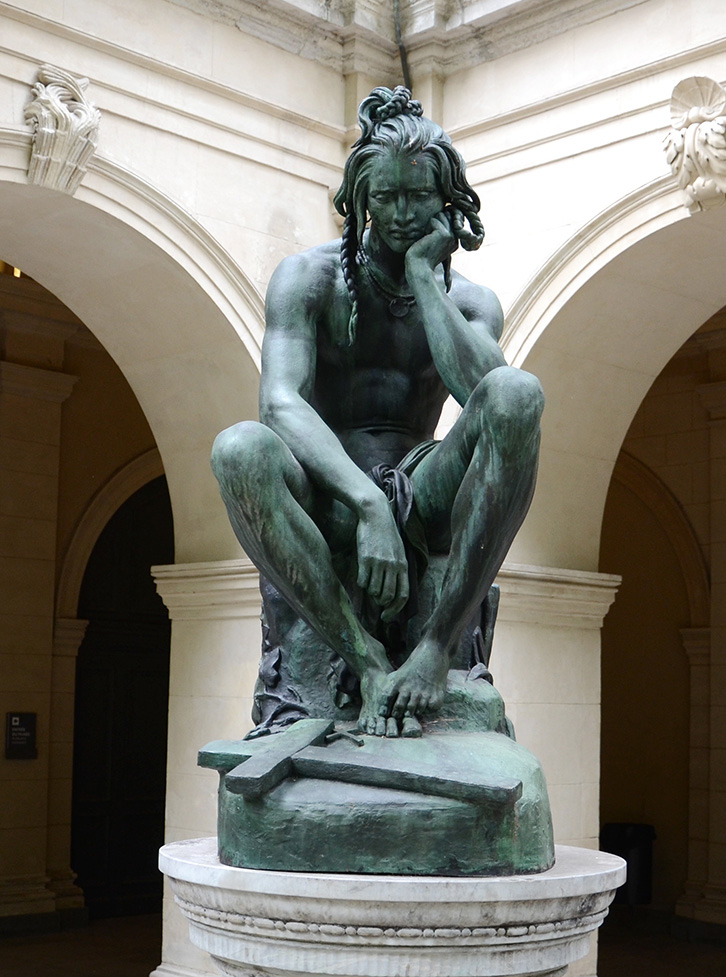
Chactas méditant sur le corps d'Atala, Francisque Duret

Les marbres :
- Castalie ou Source de la poésie[27] d'Eugène Guillaume, marbre de Carrare, signé daté en bas à droite ; inscription sur la partie avant du socle : «Castalie». C’est la source de toute poésie que l’artiste a voulu symboliser dans cette image de la fille du dieu fleuve Achéloüs, Castalie, qui poursuivie par le dieu Apollon, préféra se jeter dans une fontaine que de céder à ses avances. Assise sur une roche saillante du Parnasse, la nymphe tient une lyre. Le bras gauche est posé sur l’urne traditionnelle d’où s’échappent les eaux généreuses qui confèrent le don de poésie et de divination. Un petit génie ailé est en train de s’y désaltérer.
- Agar de François Sicard
- Gilliatt et la pieuvre[28] d'Émile Joseph Carlier, marbre gris à veines sombres. Cette œuvre fait référence au passage sur « La pieuvre » dans l’ouvrage Les travailleurs de la mer de Victor Hugo, écrit durant son exil dans l'île anglo-normande de Guernesey et publié en 1866. Gilliat est le personnage principal de ce roman.

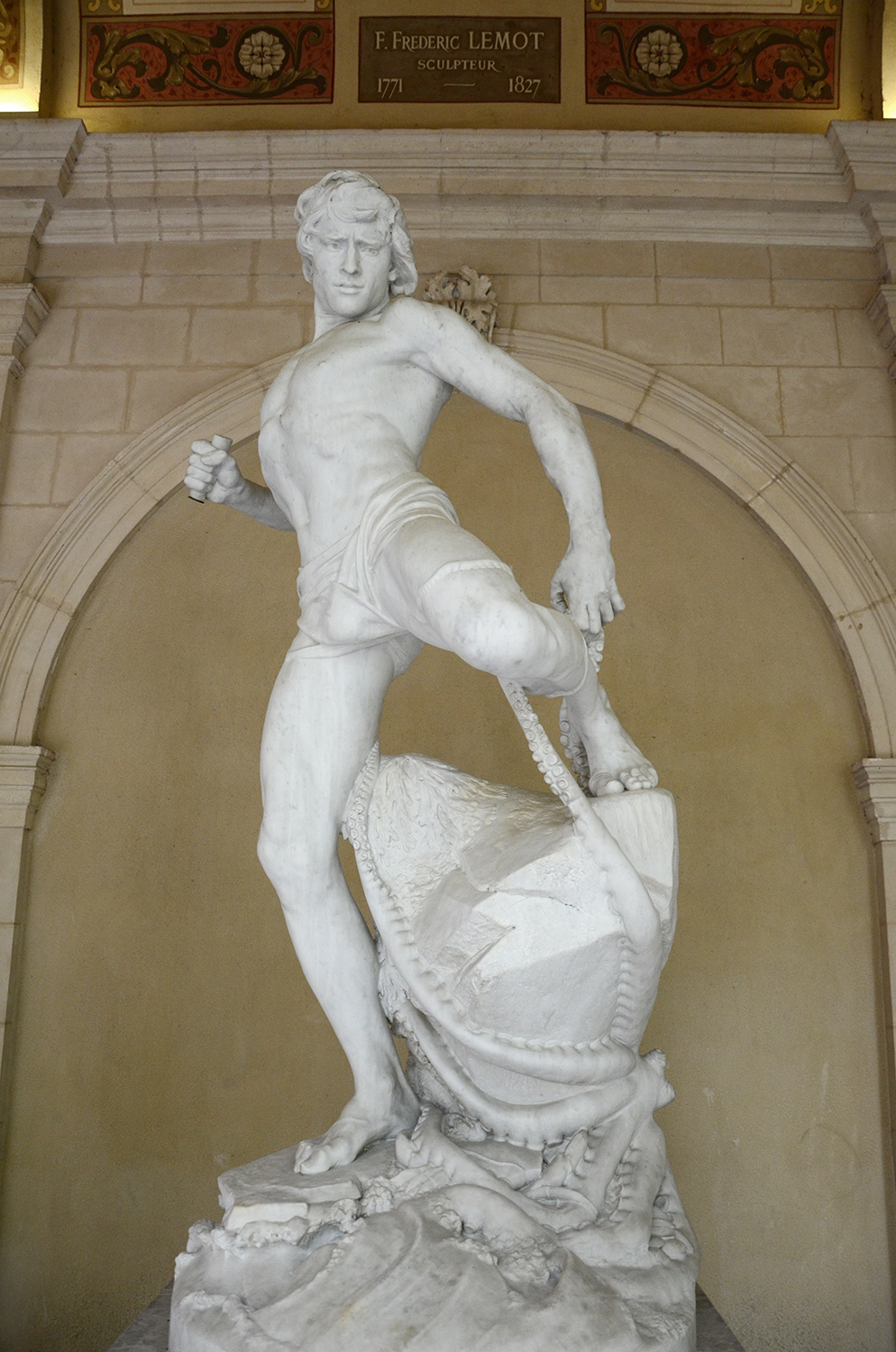
Gilliatt et la pieuvre, Émile Joseph Carlier (1880-1890)
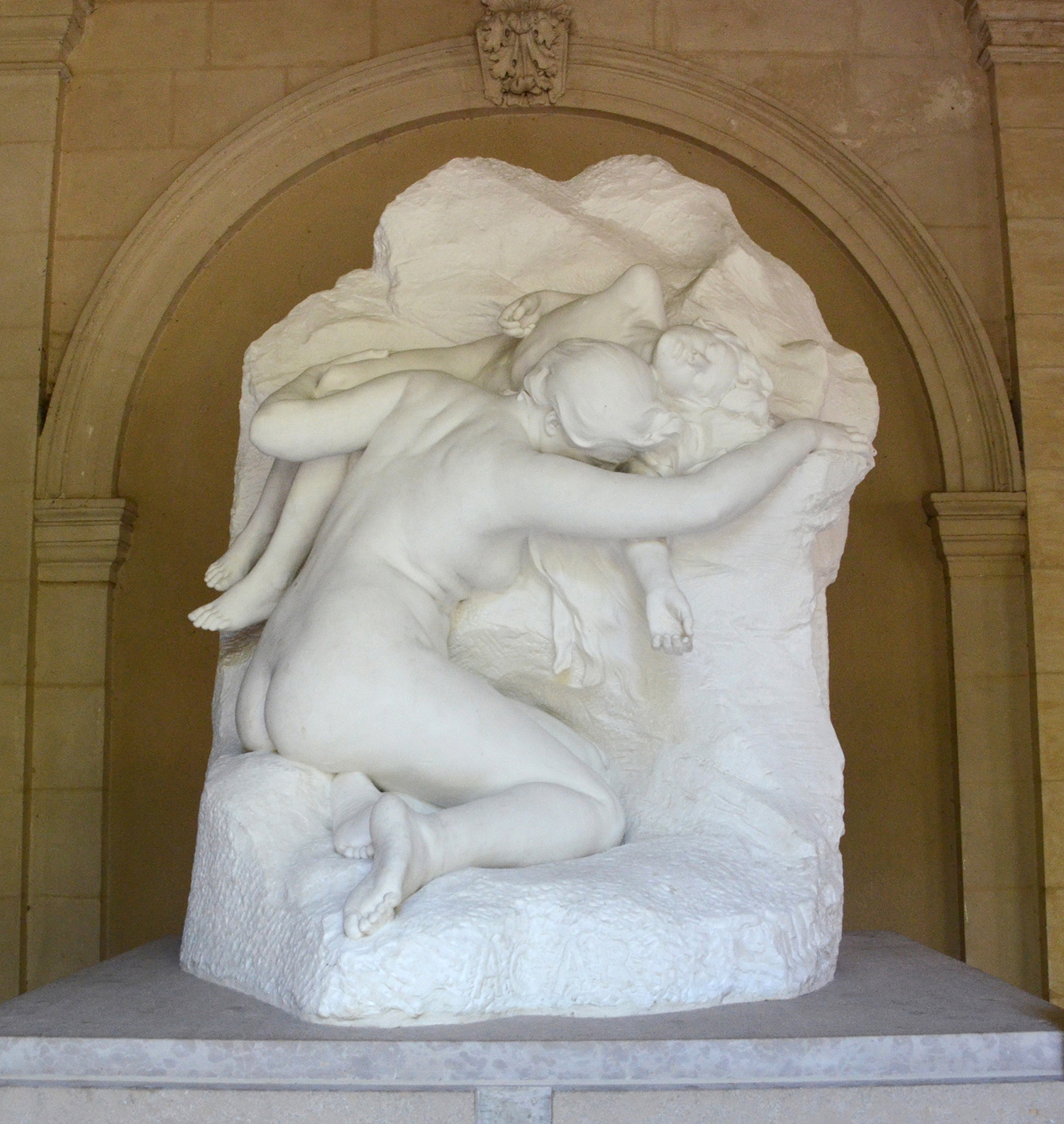
Agar et Ismaël, François Sicard
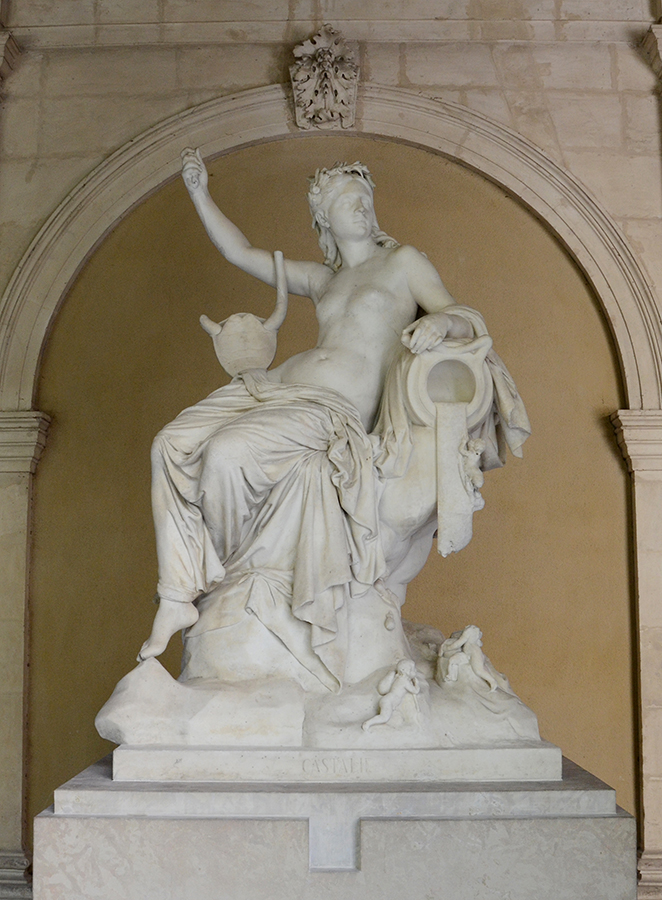
Castalie ou Source de la poésie, Eugène Guillaume (1883)

#### Les frises
Au-dessus des arcatures du cloître se trouvent des moulages de la frise des Panathénées et de celle  du monument des Néréides. Les deux frises sont côte à côte, s'alternant l'une et l'autre, sans aucun ordre. La première montre la procession des Panathénées en l'honneur d'Athéna. On distingue les apobates, les thallophores, les porteuses d'hydries et les animaux du sacrifice. Sur la seconde, on peut observer des grecs et des orientaux s'affronter dans une lutte incertaine. 
En 1840, une première commande de moulages en plâtre d’après des reliefs du décor du Parthénon et de l’Héphaïsteion d’Athènes a lieu auprès de l’atelier des moulages du Louvre, suivie d’une seconde en 1846. Ces moulages sont installés en 1848 le long du cloître et s’inscrivent dans la campagne de travaux menée par René Dardel. Cependant, à la suite d'importantes dégradations, les galeries du cloître doivent être reconstruites par Abraham Hirsch dans les années 1880. Les moulages sont retirés et remplacés par de nouveaux mieux adaptés à une présentation en extérieur. Ceux-ci sont réalisés en 1884 d’après les reliefs du Parthénon et du monument des Néréides de Xanthos par la maison Brucciani à Londres, d’après les originaux conservés au British Museum. Les statues installées dans les niches, qui sont des copies d’antiques, datent de la même période.

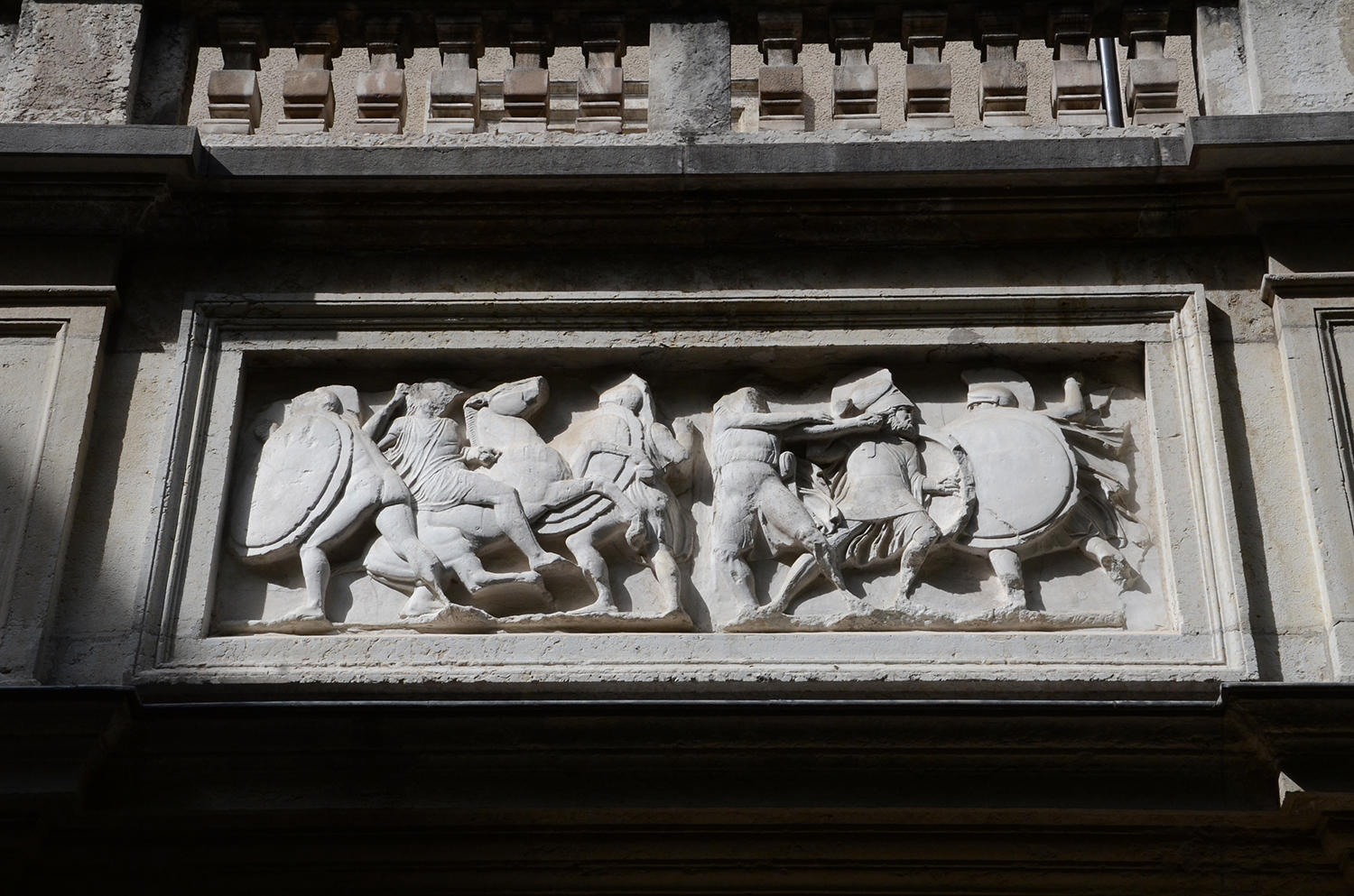
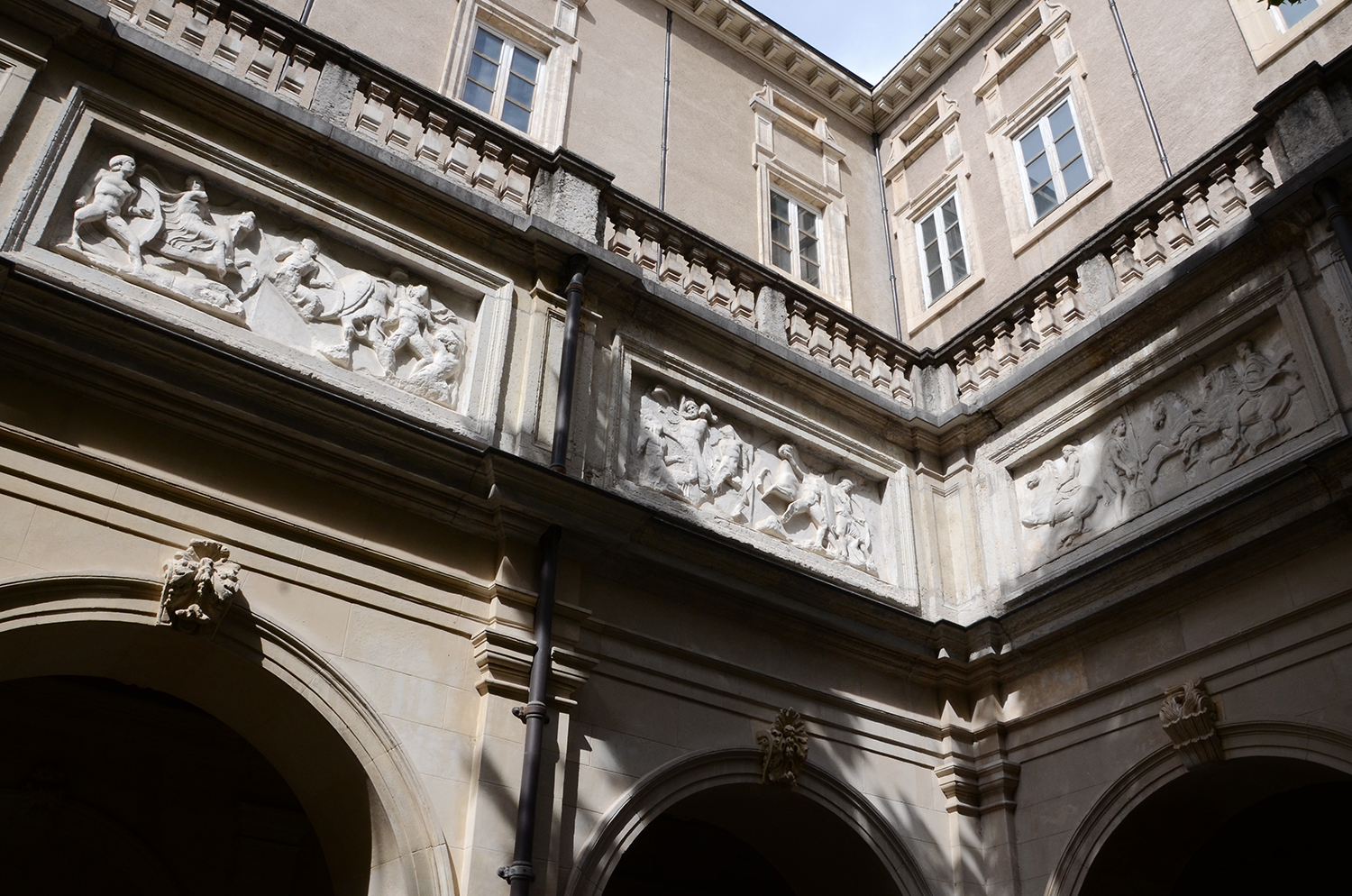

#### Copies d'antiques
Huit moulages d'antiques sont disséminés dans le décor du cloître. 
Entre 1841 et 1844, seize statues en pierre factice et moulées sur l'antique sont achetées pour orner les niches en façade du cloître, mais il n'en reste que huit.
- Antinoüs
- Antinoüs du Capitole. L'original date du Ier siècle et est en marbre.
- Aphrodite drapée dite Vénus Génitrix. L'original est une réplique romaine d'un prototype attribué à Callimaque, fin Ve siècle av. J.-C.
- Aphrodite du Capitole. L'original date du IIe siècle et est une réplique romaine en marbre d'un original grec du IIIe ou du  IIe siècle av. J.-C.
- Artémis, dite Diane de Gabies
- Discobole au repos, Athlète au disque dit "le Discophore"
- Ephèbe, copie par Stéphanos
- Satyre verseur
- Statue de jeune homme
- Vénus Génitrix
- Vénus de Médicis, copie de Vénus de Médicis

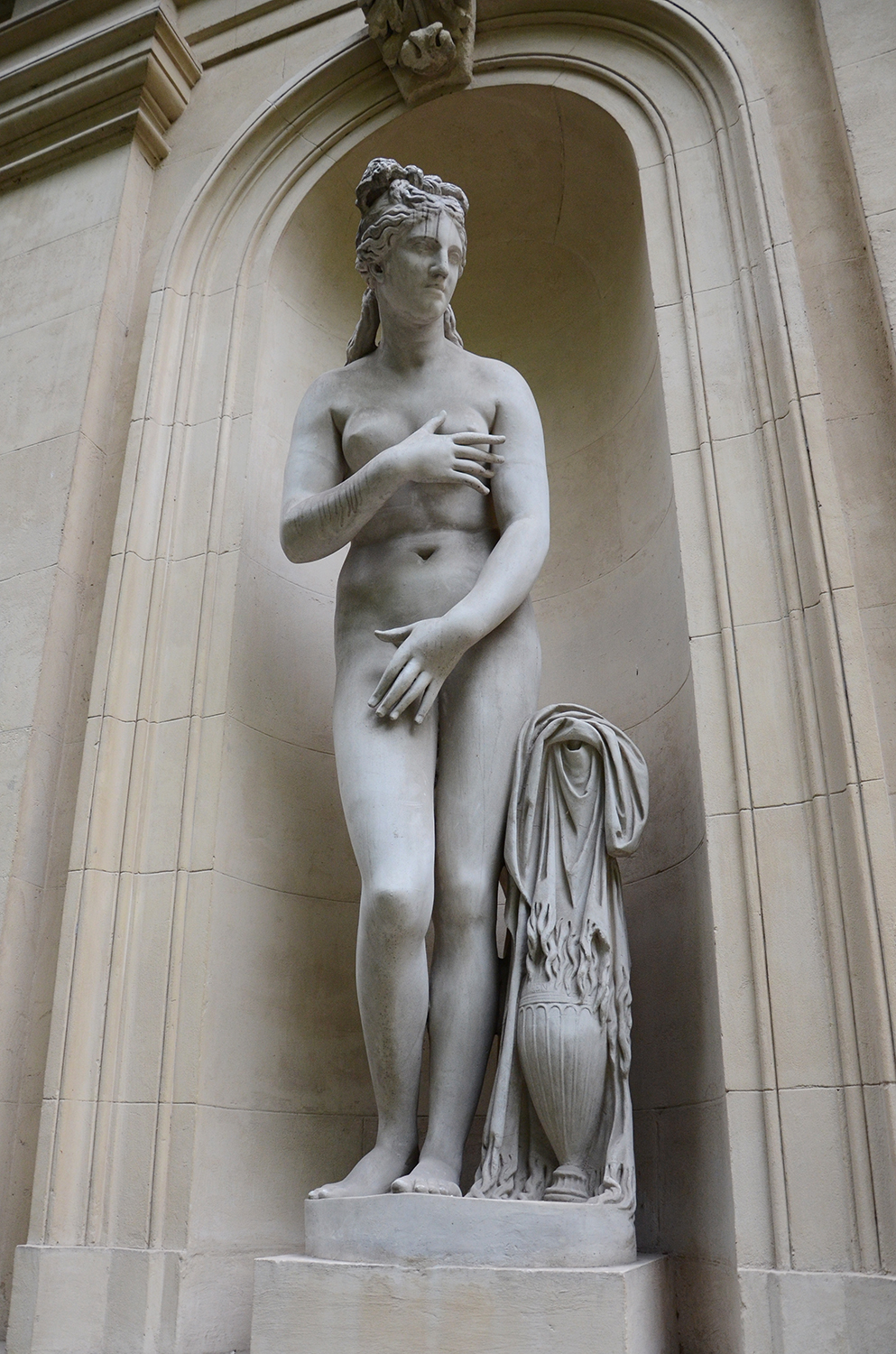
Aphrodite du Capitole
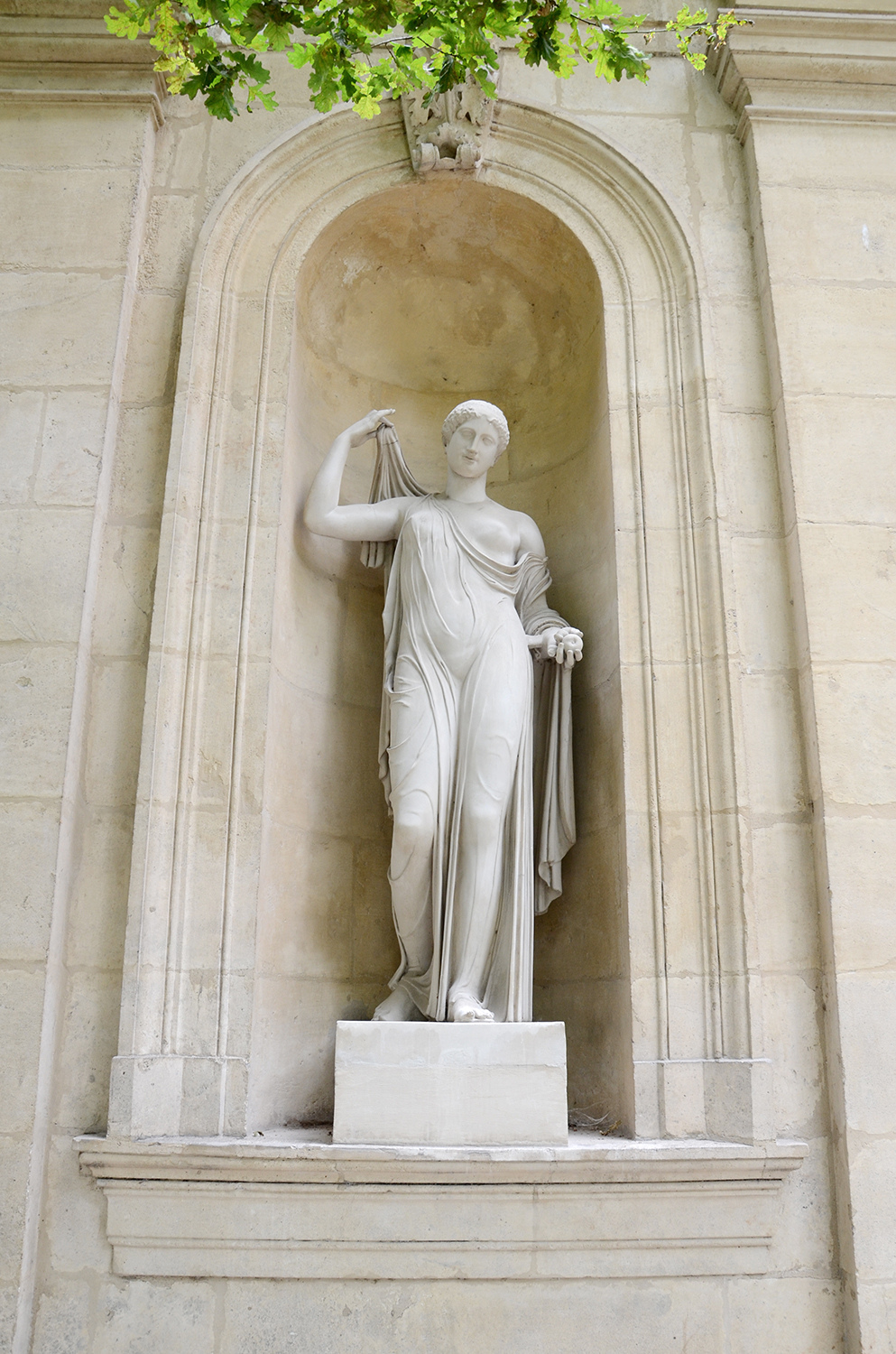
Vénus Génitrix, réplique romaine d’un prototype attribué à Callimaque
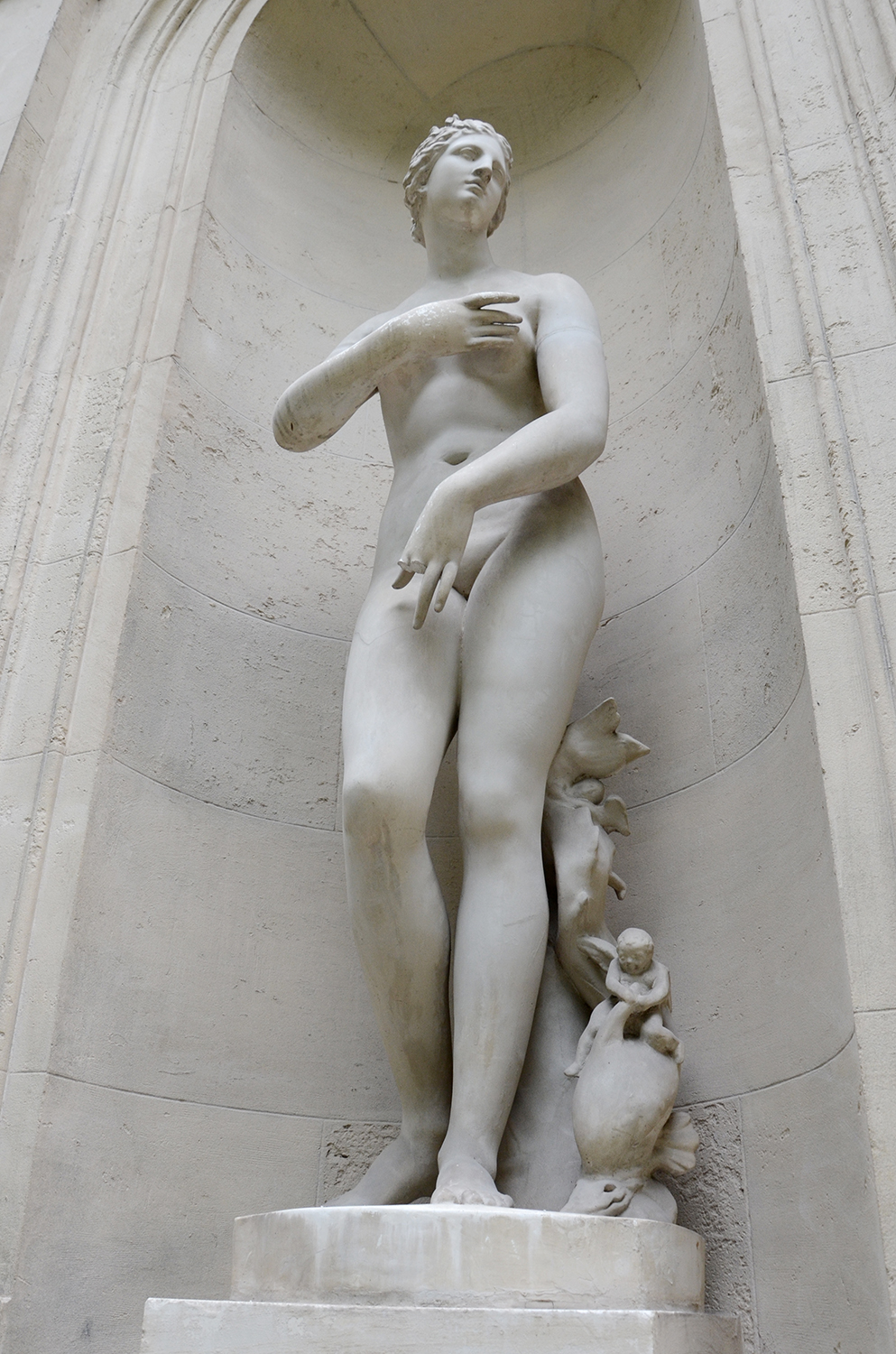
Vénus Génitrix, premier siècle avant J.-C.
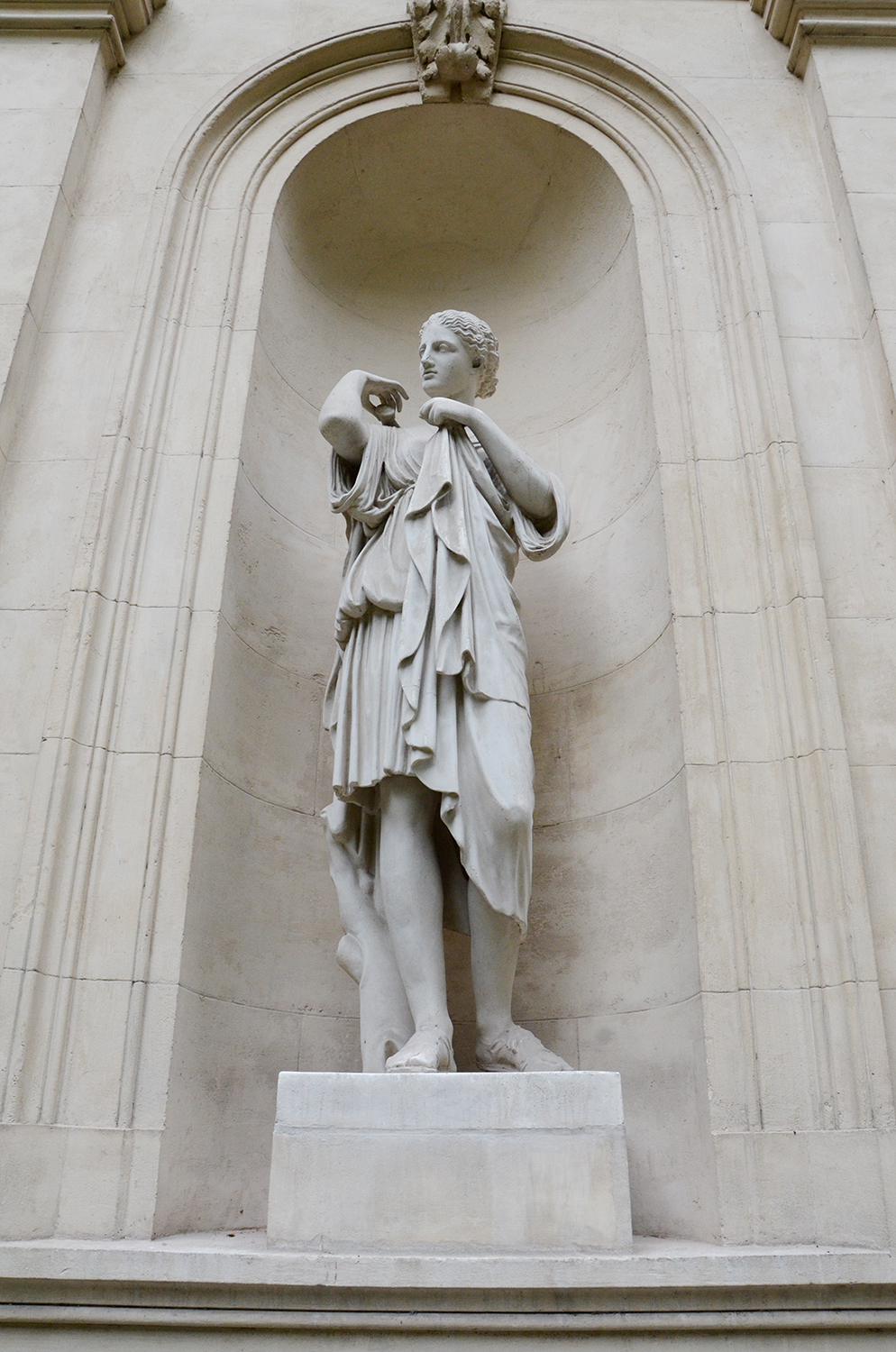
Artémis dite Diane de Gabies
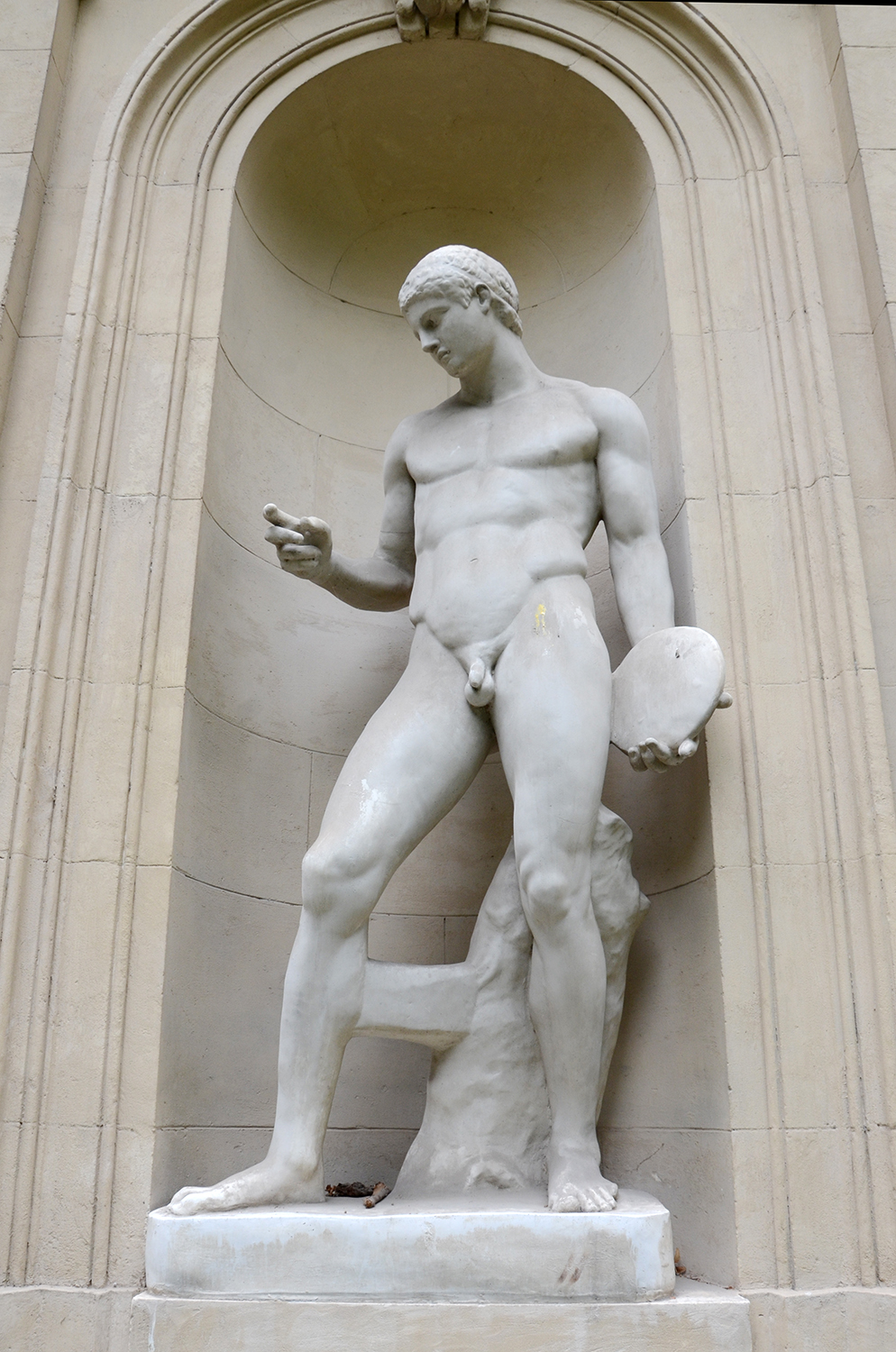
Discobole au repos, Athlète au disque dit "le Discophore"
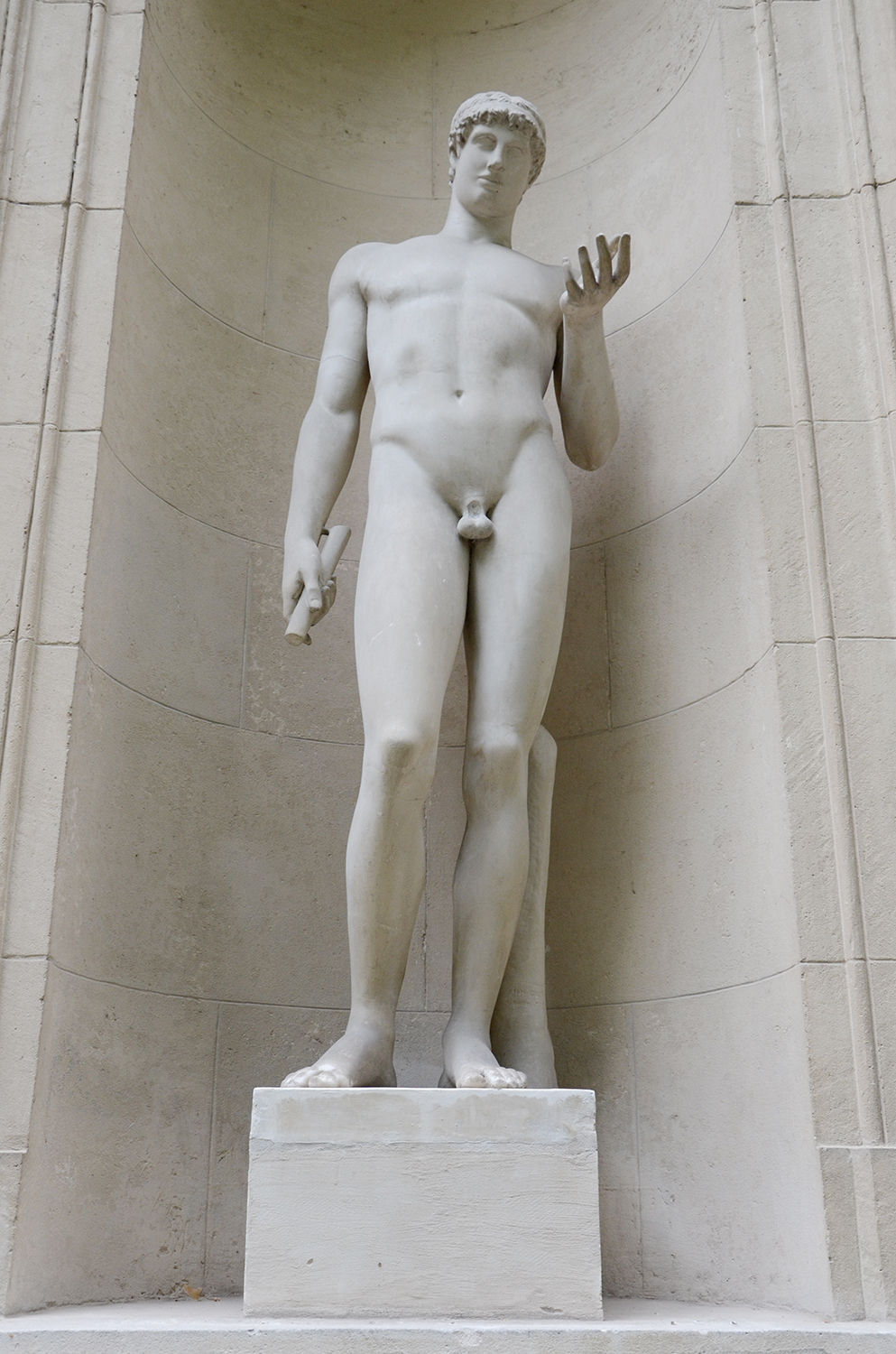
Ephèbe, copie par Stéphanos

#### Autres
Une œuvre d'art bien spécifique se cache également dans le jardin du palais Saint-Pierre. La Terra de Claudio Parmiggiani est enfouie sous terre, au sud-est du cloître depuis octobre 1990, selon la volonté de son auteur.
Les médaillons en bronze sous les arcades représentent des artistes lyonnais:
Lors de la dernière rénovation du musée, des noms d'artistes de la première moitié du XXe siècle ont été ajoutés, comme celui de Tony Garnier.
Des cartels dans le cloître ont été placés pour rendre hommage aux artistes ayant œuvré pour celui-ci.
Côté Terreaux, mur jardin, dans l'axe de l'entrée :
Édifié en 1650. Restauré en 1884

Côté Terreaux, mur jardin : 
- Barthélemy Buyer, échevin bibliophile, .-1483
- Jean Perréal, peintre architecte, 1450-.
- Jean Grolier, bibliophile, 1478-1565
- Sébastien Gryphe, imprimeur, 1493-1566
- Philibert Delorme, architecte, réalisé par Étienne Pagny
- Jacques Stella, peintre, réalisé par Étienne Pagny
- Bernard Salomon, graveur, .-1580
- F. Royers de La Valfenière, architecte, 1575-1667

Côté Terreaux, mur Terreaux
- Claude de Bellièvre, archéologue, 1487-1557.
- Jean de Tournes, imprimeur, 1504-1564
- Étienne Dolet, imprimeur, 1508-1564
- Guillaume Rouillé, imprimeur, 1518-1589

Côté Herriot, mur jardin
- Girard Desargues, architecte ingénieur, 1593-1647
- Martin Hendricy, sculpteur graveur
- Germain Pauthot, peintre, .-1675
- Jean-Baptiste Guillermin, sculpteur, -1699
- C.F. Ménestrier, archéologue, 1631-1705

Côté sud, mur jardin
- Nicolas Coustou, sculpteur, 1658-1733
- Pierre Drevet, graveur, réalisé par Jean-André Delorme
- Jean Thierry, sculpteur, 1669-1739
- Ferdinand de la Monce, architecte, 1678-1753
- Michel Perrache, sculpteur, 1686-1750
- Laurent Cars, graveur, 1703-1771
- Claude Drevet, graveur, 1710-1778
- Philippe de Lasalle, dessinateur, 1723-1804
- Jean A. Morand, architecte ingénieur, 1727-1794
- Pierre Cogell, peintre, 1734-1812
- Robert Daudet, graveur, 1737-1824
- Antoine Coysevox, sculpteur, 1640-1720, réalisé par Joseph-Hugues Fabisch
- Simon Guillaume, sculpteur
- Pierre Louis Cretey, peintre

Côté Herriot, mur Herriot 
- Étienne Martellange, architecte, 1569-1641
- Claude Warin, sculpteur graveur, .-1654
- Simon Maupin,architecte, réalisé par Pierre Aubert (1853-1912)
- Horace Le Blanc, peintre
- Thomas Blanchet, peintre, 1614-1689
- Nicolas Bidau, sculpteur graveur, 1622-1692
- Gérard Audran, graveur, 1640-1703, réalisé par Charles Textor (1835-1905)
- J-G Soufflot, architecte, 1713-1780
- Antoine Michel Perrache, sculpteur ingénieur, 1726-1779
- Jean Pillement, peintre, 1728-1808
- J-J de Boissieu,
- Jean-Jacques de Boissieu, peintre graveur, 1736-1810, réalisé par Jean-André Delorme
- Barthélémy Blaise, sculpteur, 1739-1819
- Antoine Mongez, archéologue, 1747-1835
- Joseph Chinard, sculpteur, 1756-1813
- Alexis Grognard, peintre, 1765-1840

Côté Chenavard, mur jardin
- Louis Cécile Flachéron, architecte, 1772-1835
- Pierre Révoil, peintre, 1776-1842
- Victor Orsel, peintre, 1795-1850
- Jean François Bony, peintre dessinateur
- Antoine Berjon, peintre, 1754-1843, réalisé par Charles Textor
- Jean-Marie Gabriel Thibière, architecte, 1758-1822
- François Artaud, archéologue, 1767-1838

Côté sud, mur sud
- Jacob Spon, antiquaire, 1647-1727
- Marc Chabry, sculpteur, 1660-1727
- Daniel Sarrabat, peintre, 1666-1748
- Guillaume Coustou, sculpteur, 1677-1746, réalisé par Étienne Pagny
- C. Gros de Boze, archéologue, 1680-1753
- L.F. Roubillac, sculpteur, 1695-1762
- Donat Nonnotte, peintre, 1707-1785
- Simon Saint-Jean, peintre, réalisé par Joseph-Hugues Fabisch
- Jean-François Bellay, peintre graveur, .1858
- J.C. Bonnefond, peintre, 1796-1865
- Louis Perrin, imprimeur, 1799-1865
- Hippolyte Flandrin, peintre, 1809-1864, réalisé par Joseph-Hugues Fabisch
- T. Desjardins, architecte, 1814-1882

Côté Chenavard, mur Chenavard
- Jean-Michel Grobon, peintre, 1770-1827
- François-Frédéric Lemot, sculpteur,, 1771-1827, réalisé par Pierre Aubert
- Antoine-Marie Chenavard, architecte, 1787-1883
- André Magnin, peintre, 1794-1823
- Legendre Héral, sculpteur, 1796-1852
- René Dardel, architecte, 1796-1871
- Saint Jean, peintre, 1808-1860
- Guillaume Bonnet, sculpteur, 1820-1873

Côté Terreaux, en retour, mur jardin et mur Terreaux : 14 cartels aux inscriptions manquantes.

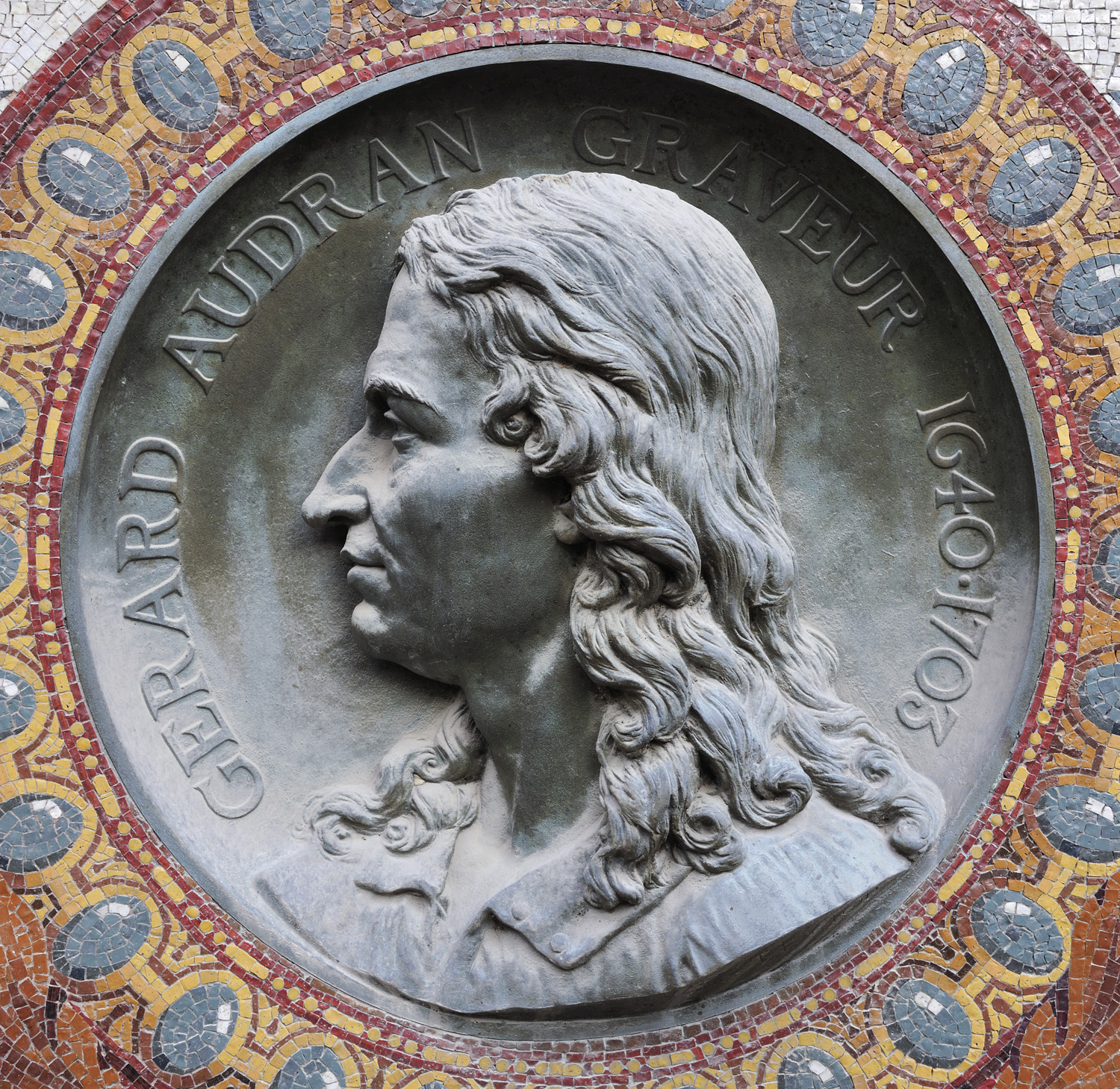
Gérard Audran, Charles Textor
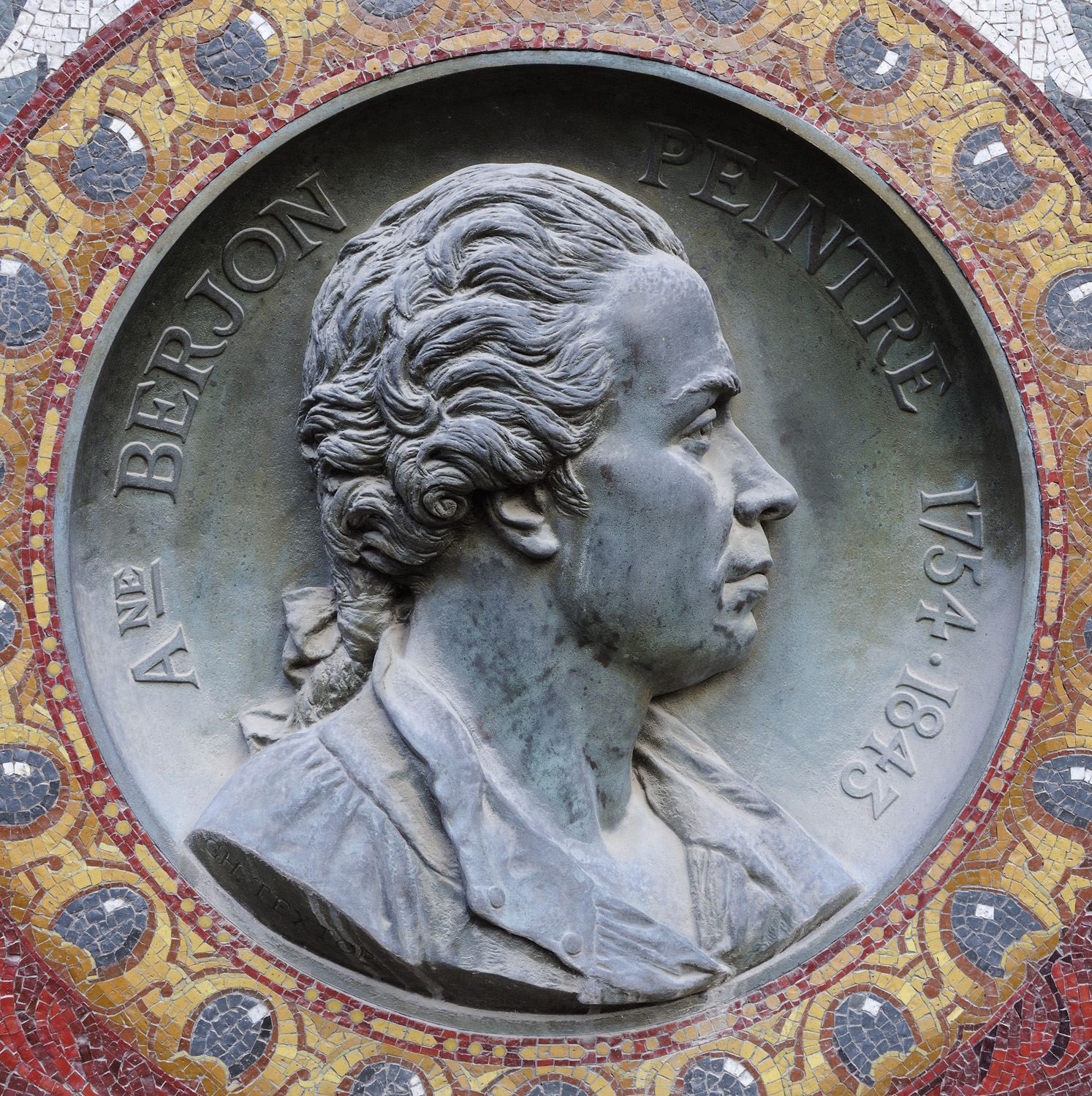
Antoine Berjon, Charles Textor
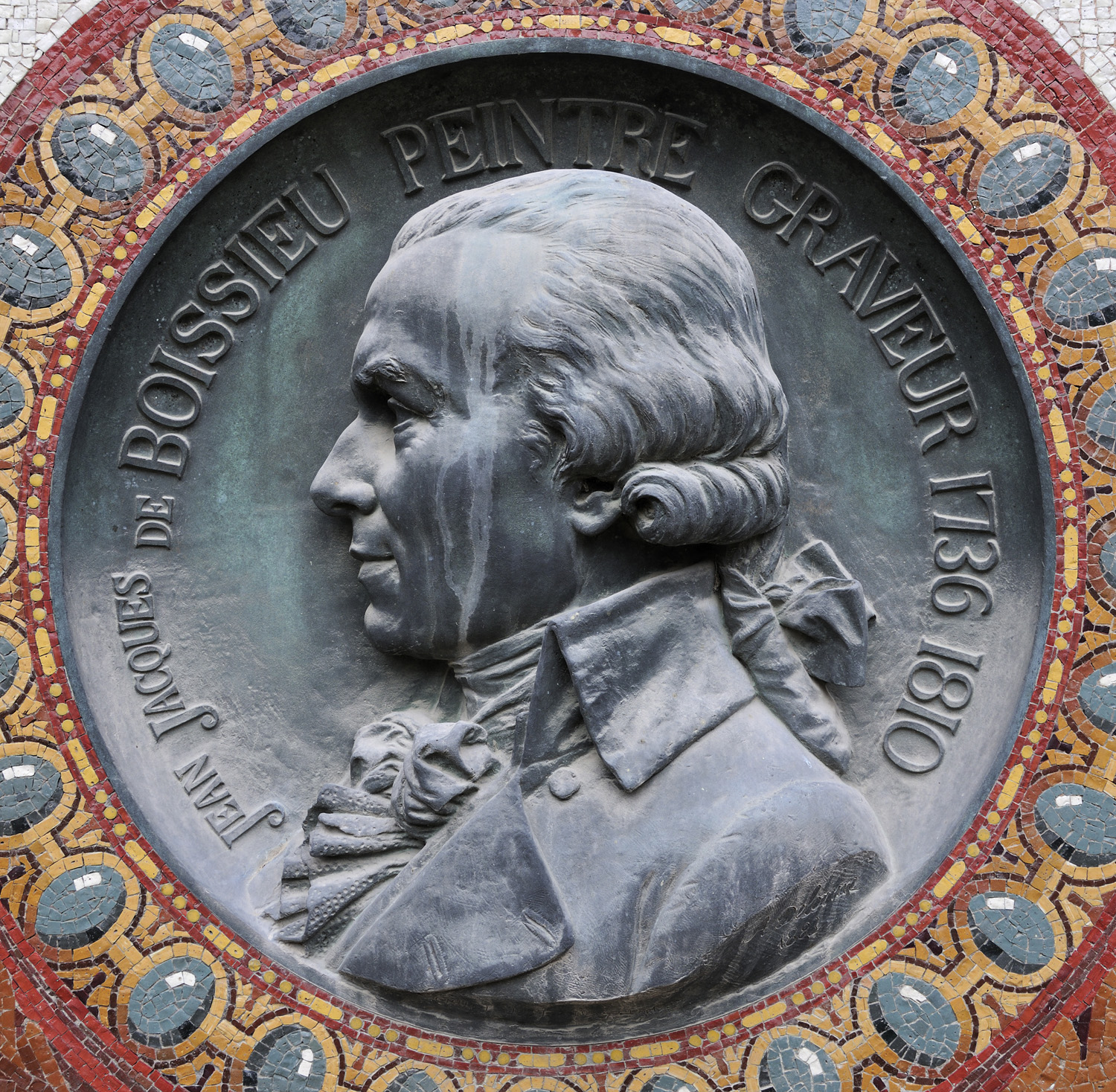
Jean-Jacques de Boissieu, Jean-André Delorme
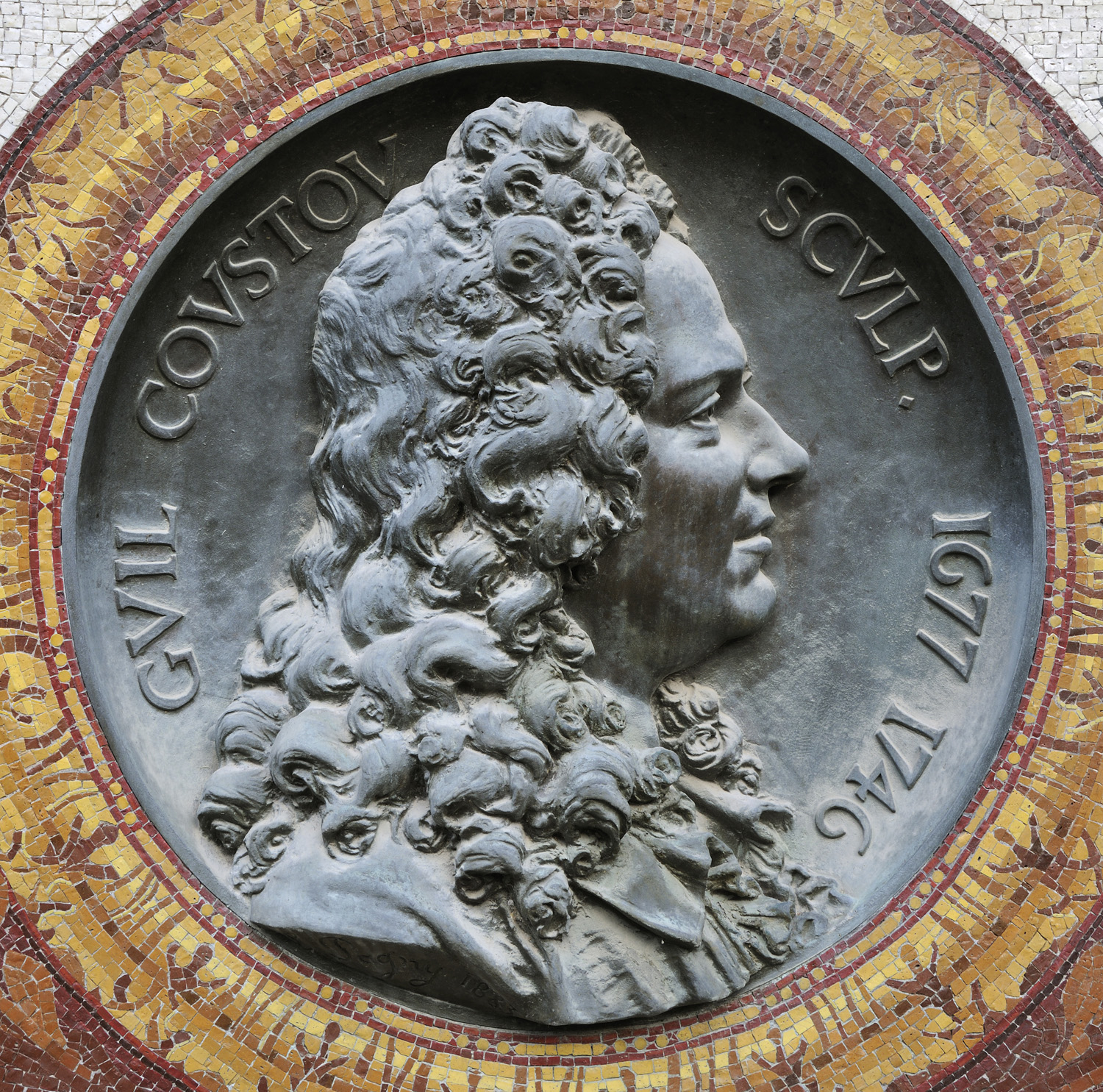
Guillaume Coustou, Étienne Pagny
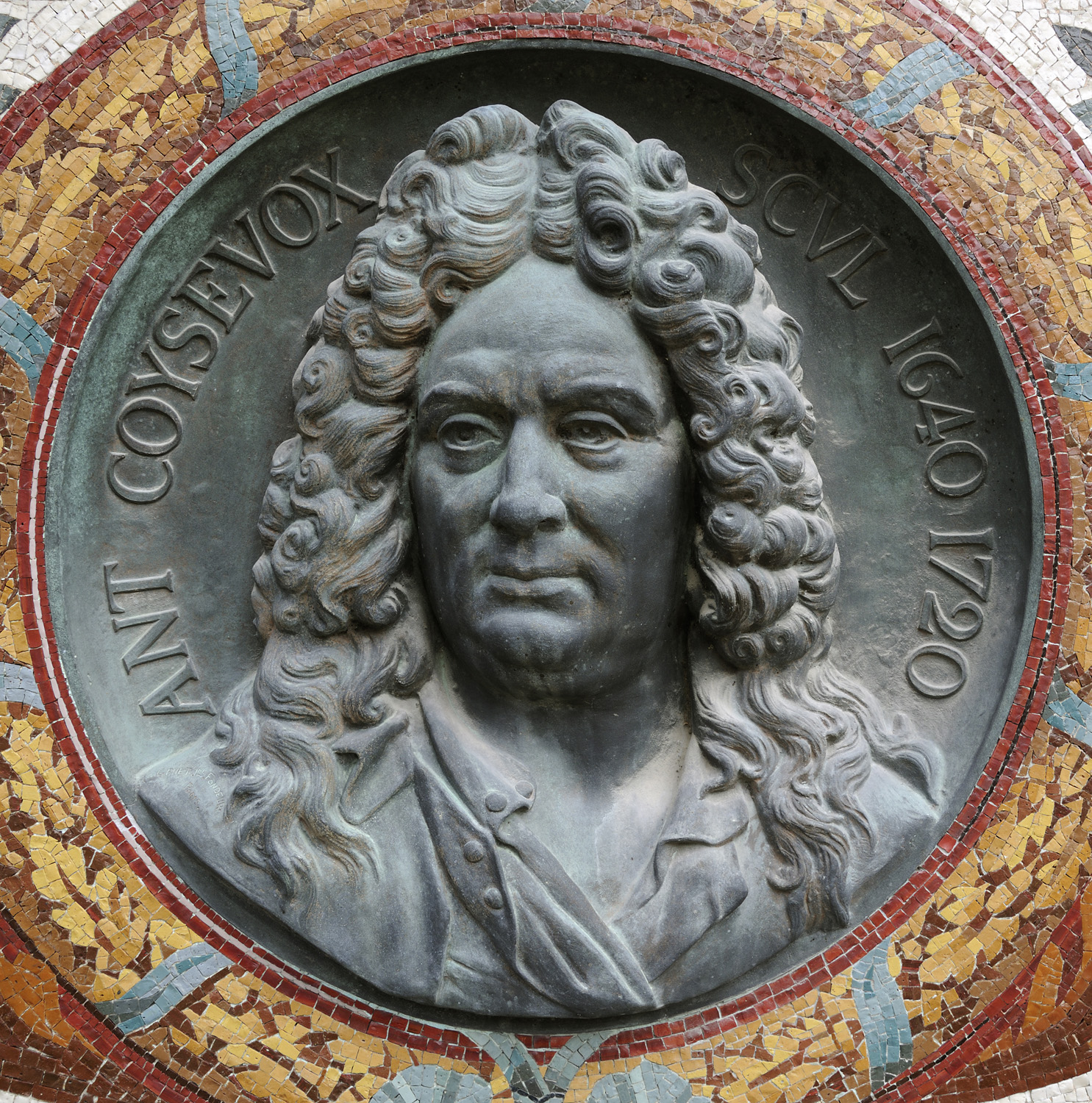
Antoine Coysevox, Joseph-Hugues Fabisch
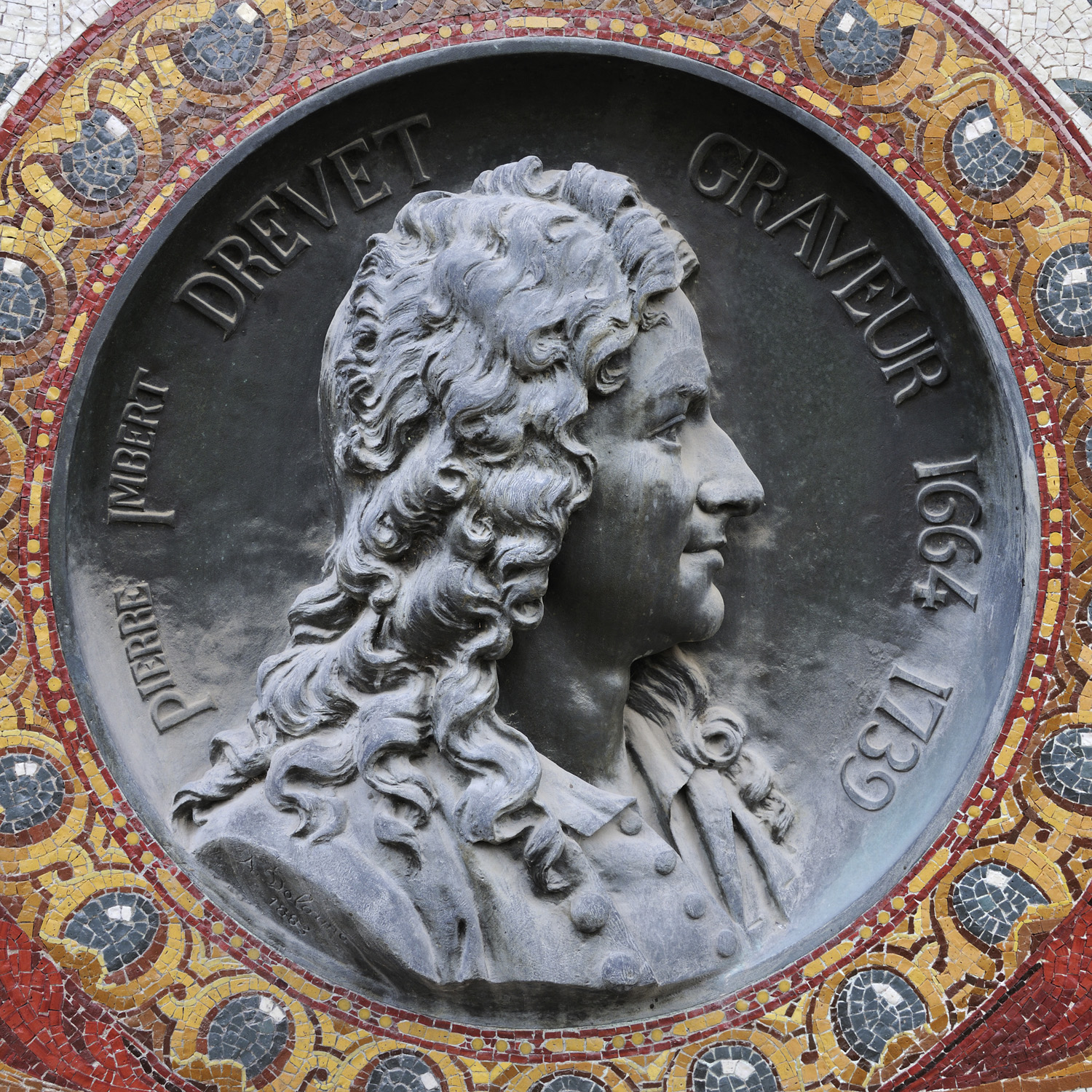
Pierre Drevet, Jean-André Delorme
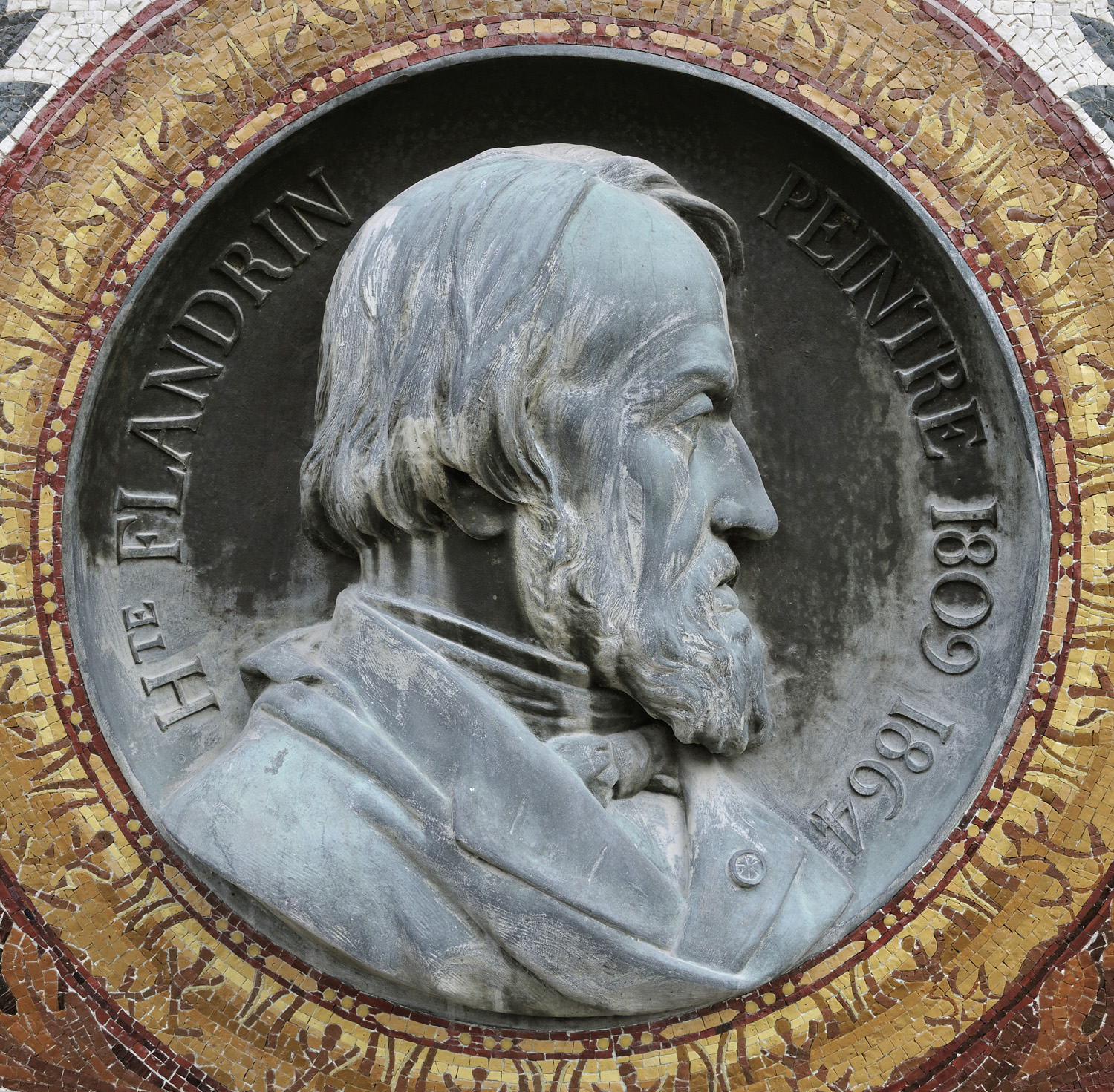
Hippolyte Flandrin, Joseph-Hugues Fabisch
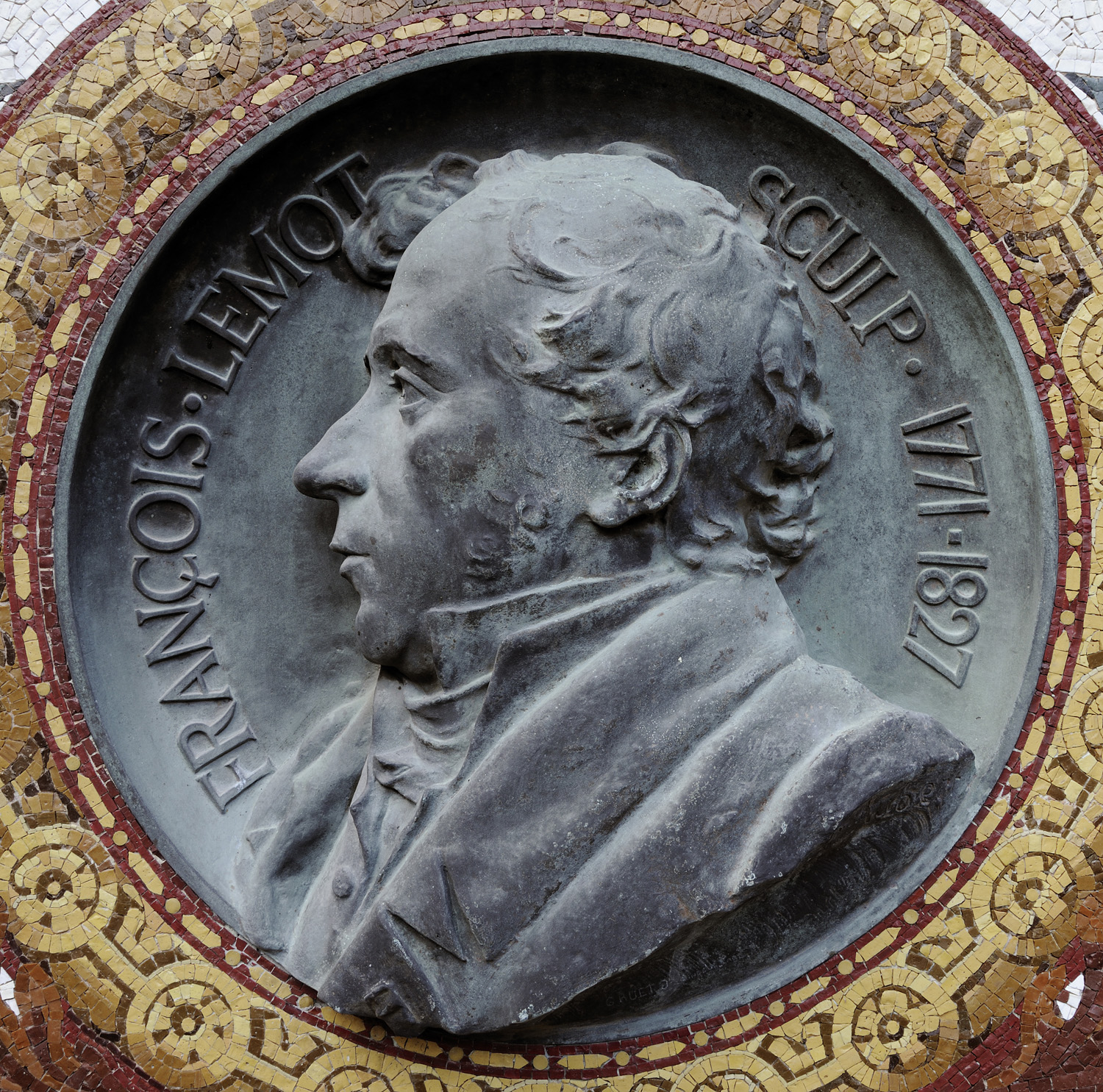
'François Lemot, Pierre Aubert
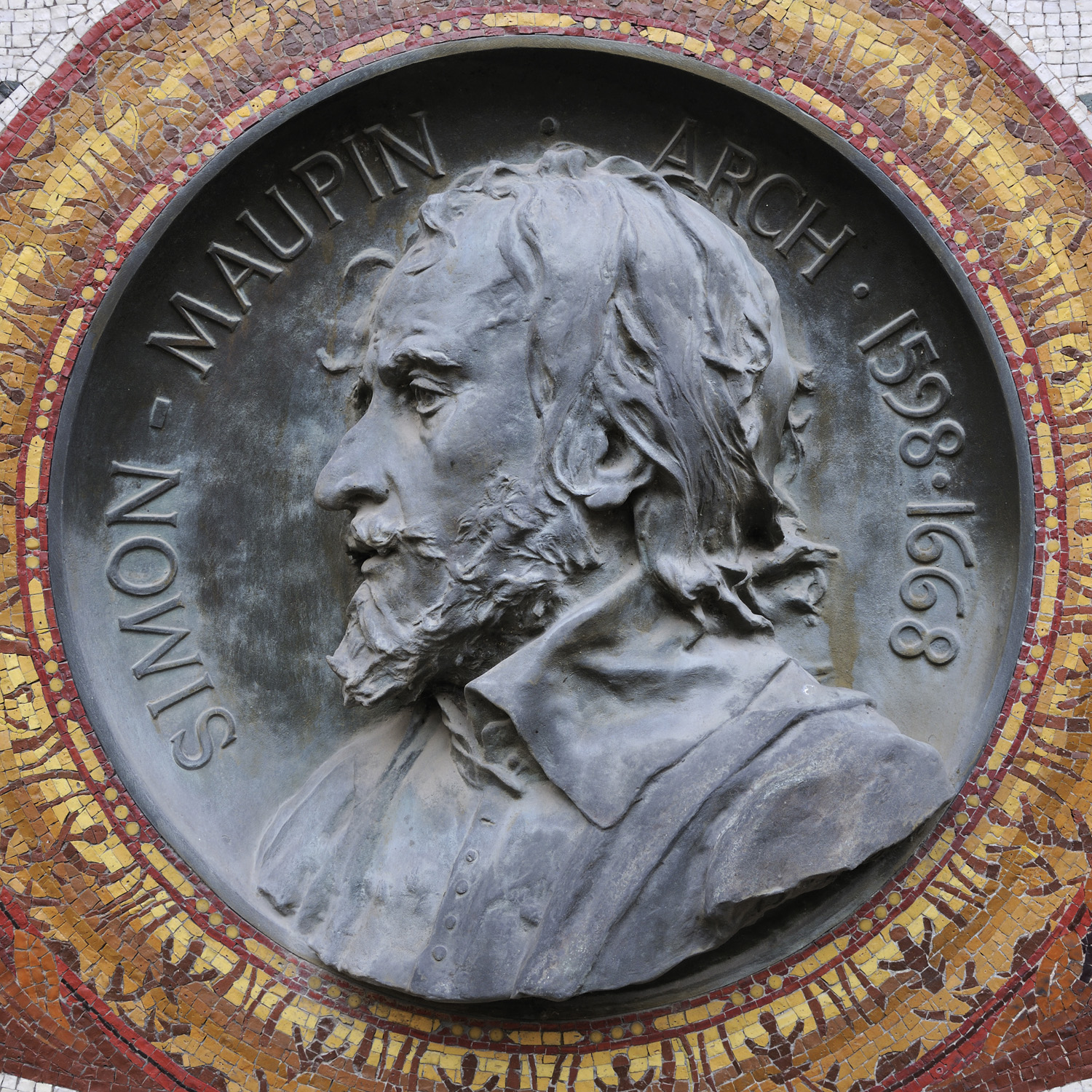
Simon Maupin, Pierre Aubert
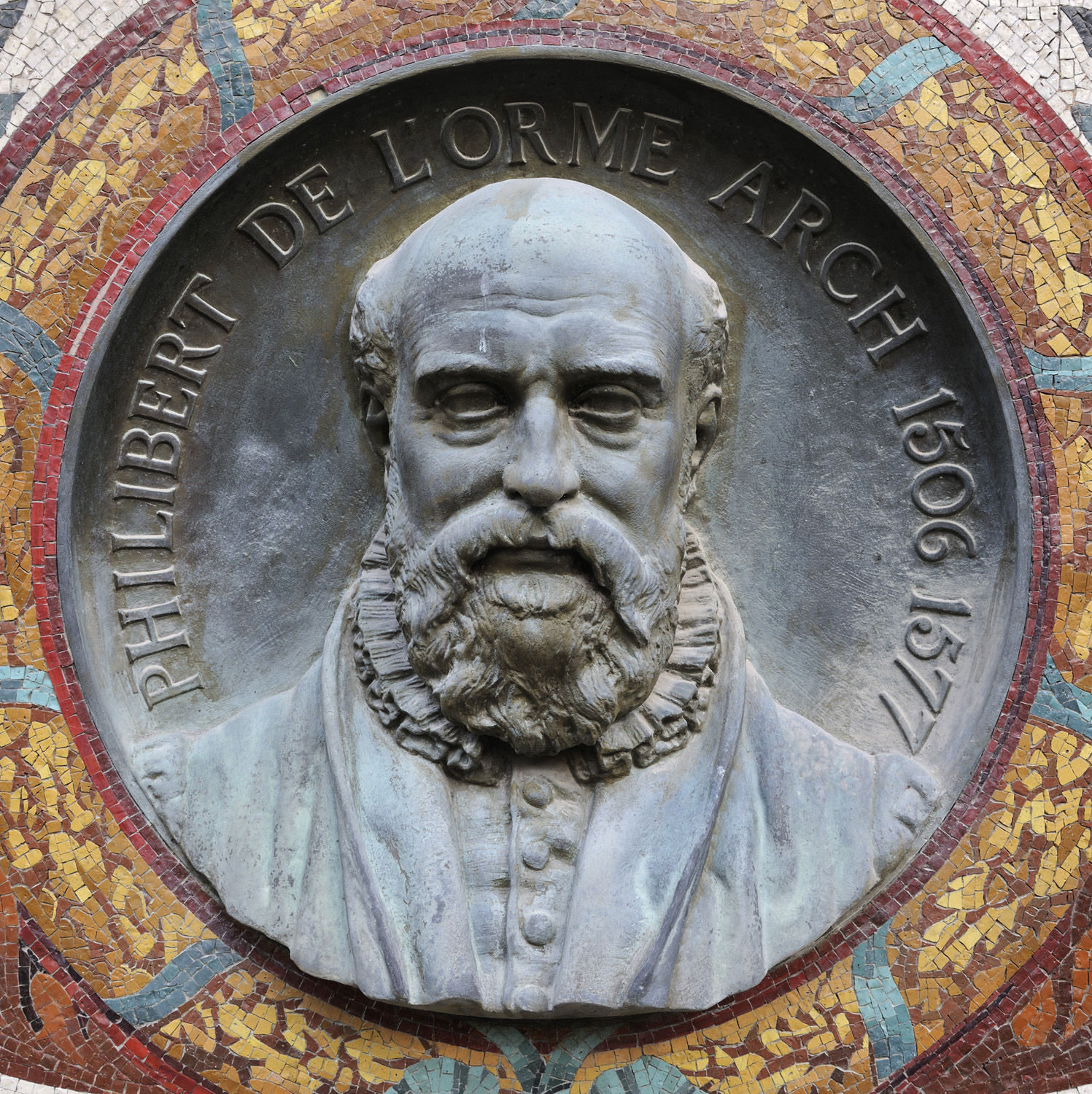
Philibert de l'Orme, Étienne Pagny
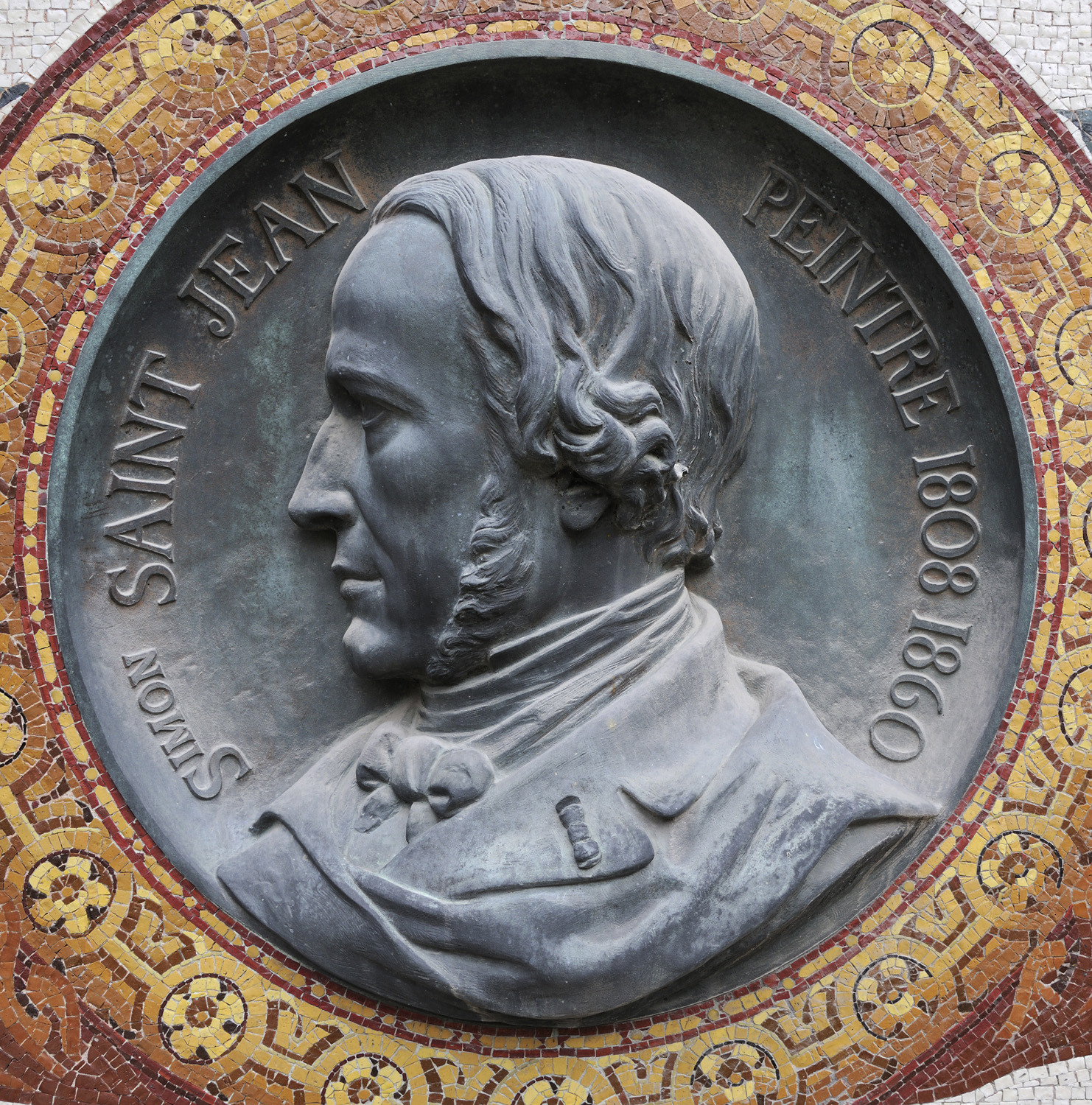
Simon Saint-Jean, Joseph Hugues Fabisch
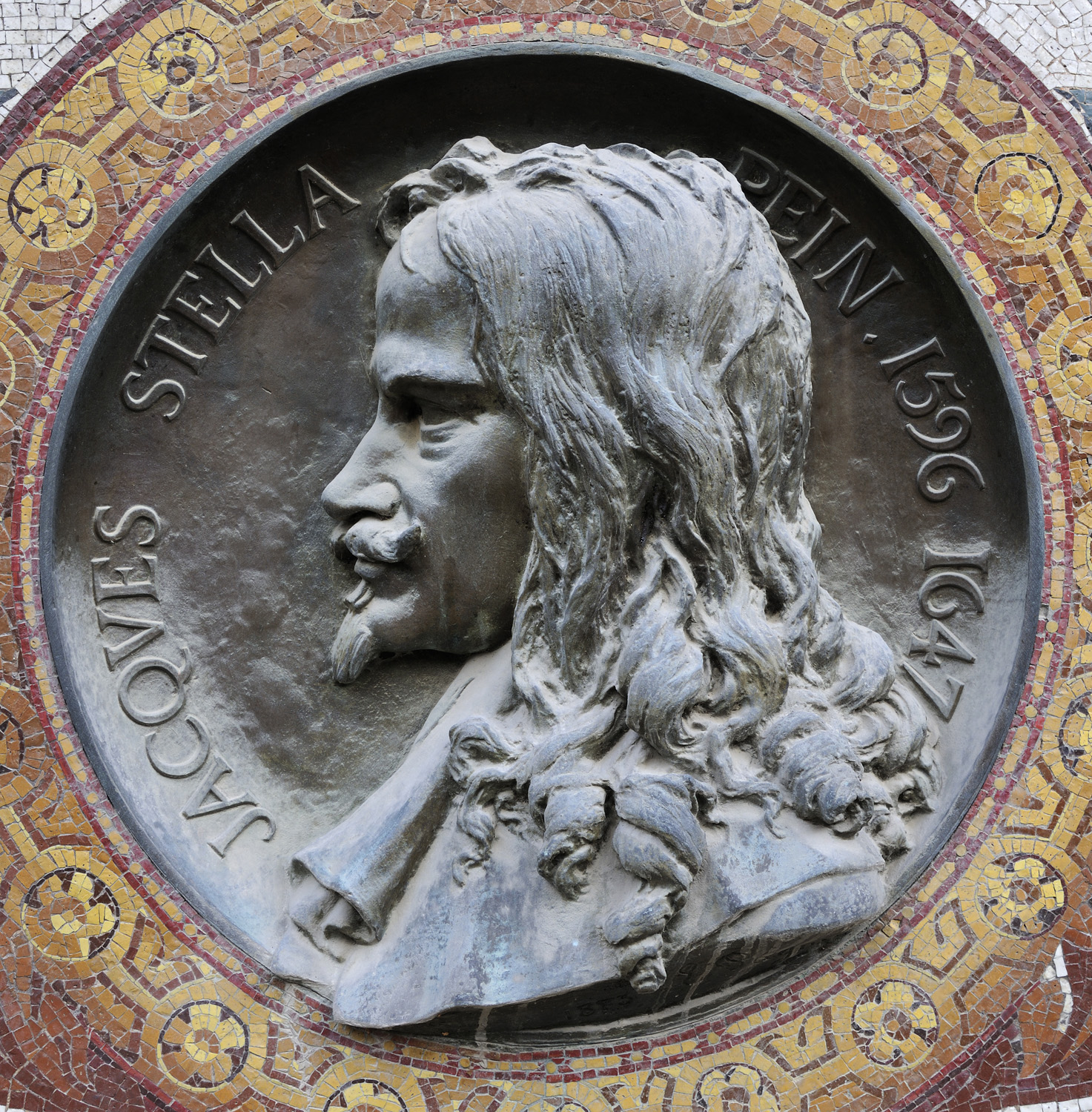
Jacques Stella, Étienne Pagny